# Méthode Ruiz
Cet article utilise la notation algébrique pour décrire des coups du jeu d'échecs.
|   | a | b | c | d | e | f | g | h |   |
| 8 | Pion blanc sur case noire a3 · Pion blanc sur case blanche b3 · Pion blanc sur case blanche d3 · Pion blanc sur case noire e3 · Pion blanc sur case noire g3 · Pion blanc sur case blanche h3 · Fou blanc sur case noire b2 · Pion blanc sur case blanche c2 · Cavalier blanc sur case noire d2 · Cavalier blanc sur case blanche e2 · Pion blanc sur case noire f2 · Fou blanc sur case blanche g2 · Tour blanche sur case noire a1 · Dame blanche sur case blanche d1 · Roi blanc sur case noire e1 · Tour blanche sur case blanche h1 | Pion blanc sur case noire a3 · Pion blanc sur case blanche b3 · Pion blanc sur case blanche d3 · Pion blanc sur case noire e3 · Pion blanc sur case noire g3 · Pion blanc sur case blanche h3 · Fou blanc sur case noire b2 · Pion blanc sur case blanche c2 · Cavalier blanc sur case noire d2 · Cavalier blanc sur case blanche e2 · Pion blanc sur case noire f2 · Fou blanc sur case blanche g2 · Tour blanche sur case noire a1 · Dame blanche sur case blanche d1 · Roi blanc sur case noire e1 · Tour blanche sur case blanche h1 | Pion blanc sur case noire a3 · Pion blanc sur case blanche b3 · Pion blanc sur case blanche d3 · Pion blanc sur case noire e3 · Pion blanc sur case noire g3 · Pion blanc sur case blanche h3 · Fou blanc sur case noire b2 · Pion blanc sur case blanche c2 · Cavalier blanc sur case noire d2 · Cavalier blanc sur case blanche e2 · Pion blanc sur case noire f2 · Fou blanc sur case blanche g2 · Tour blanche sur case noire a1 · Dame blanche sur case blanche d1 · Roi blanc sur case noire e1 · Tour blanche sur case blanche h1 | Pion blanc sur case noire a3 · Pion blanc sur case blanche b3 · Pion blanc sur case blanche d3 · Pion blanc sur case noire e3 · Pion blanc sur case noire g3 · Pion blanc sur case blanche h3 · Fou blanc sur case noire b2 · Pion blanc sur case blanche c2 · Cavalier blanc sur case noire d2 · Cavalier blanc sur case blanche e2 · Pion blanc sur case noire f2 · Fou blanc sur case blanche g2 · Tour blanche sur case noire a1 · Dame blanche sur case blanche d1 · Roi blanc sur case noire e1 · Tour blanche sur case blanche h1 | Pion blanc sur case noire a3 · Pion blanc sur case blanche b3 · Pion blanc sur case blanche d3 · Pion blanc sur case noire e3 · Pion blanc sur case noire g3 · Pion blanc sur case blanche h3 · Fou blanc sur case noire b2 · Pion blanc sur case blanche c2 · Cavalier blanc sur case noire d2 · Cavalier blanc sur case blanche e2 · Pion blanc sur case noire f2 · Fou blanc sur case blanche g2 · Tour blanche sur case noire a1 · Dame blanche sur case blanche d1 · Roi blanc sur case noire e1 · Tour blanche sur case blanche h1 | Pion blanc sur case noire a3 · Pion blanc sur case blanche b3 · Pion blanc sur case blanche d3 · Pion blanc sur case noire e3 · Pion blanc sur case noire g3 · Pion blanc sur case blanche h3 · Fou blanc sur case noire b2 · Pion blanc sur case blanche c2 · Cavalier blanc sur case noire d2 · Cavalier blanc sur case blanche e2 · Pion blanc sur case noire f2 · Fou blanc sur case blanche g2 · Tour blanche sur case noire a1 · Dame blanche sur case blanche d1 · Roi blanc sur case noire e1 · Tour blanche sur case blanche h1 | Pion blanc sur case noire a3 · Pion blanc sur case blanche b3 · Pion blanc sur case blanche d3 · Pion blanc sur case noire e3 · Pion blanc sur case noire g3 · Pion blanc sur case blanche h3 · Fou blanc sur case noire b2 · Pion blanc sur case blanche c2 · Cavalier blanc sur case noire d2 · Cavalier blanc sur case blanche e2 · Pion blanc sur case noire f2 · Fou blanc sur case blanche g2 · Tour blanche sur case noire a1 · Dame blanche sur case blanche d1 · Roi blanc sur case noire e1 · Tour blanche sur case blanche h1 | Pion blanc sur case noire a3 · Pion blanc sur case blanche b3 · Pion blanc sur case blanche d3 · Pion blanc sur case noire e3 · Pion blanc sur case noire g3 · Pion blanc sur case blanche h3 · Fou blanc sur case noire b2 · Pion blanc sur case blanche c2 · Cavalier blanc sur case noire d2 · Cavalier blanc sur case blanche e2 · Pion blanc sur case noire f2 · Fou blanc sur case blanche g2 · Tour blanche sur case noire a1 · Dame blanche sur case blanche d1 · Roi blanc sur case noire e1 · Tour blanche sur case blanche h1 | 8 |
| 7 | Pion blanc sur case noire a3 · Pion blanc sur case blanche b3 · Pion blanc sur case blanche d3 · Pion blanc sur case noire e3 · Pion blanc sur case noire g3 · Pion blanc sur case blanche h3 · Fou blanc sur case noire b2 · Pion blanc sur case blanche c2 · Cavalier blanc sur case noire d2 · Cavalier blanc sur case blanche e2 · Pion blanc sur case noire f2 · Fou blanc sur case blanche g2 · Tour blanche sur case noire a1 · Dame blanche sur case blanche d1 · Roi blanc sur case noire e1 · Tour blanche sur case blanche h1 | Pion blanc sur case noire a3 · Pion blanc sur case blanche b3 · Pion blanc sur case blanche d3 · Pion blanc sur case noire e3 · Pion blanc sur case noire g3 · Pion blanc sur case blanche h3 · Fou blanc sur case noire b2 · Pion blanc sur case blanche c2 · Cavalier blanc sur case noire d2 · Cavalier blanc sur case blanche e2 · Pion blanc sur case noire f2 · Fou blanc sur case blanche g2 · Tour blanche sur case noire a1 · Dame blanche sur case blanche d1 · Roi blanc sur case noire e1 · Tour blanche sur case blanche h1 | Pion blanc sur case noire a3 · Pion blanc sur case blanche b3 · Pion blanc sur case blanche d3 · Pion blanc sur case noire e3 · Pion blanc sur case noire g3 · Pion blanc sur case blanche h3 · Fou blanc sur case noire b2 · Pion blanc sur case blanche c2 · Cavalier blanc sur case noire d2 · Cavalier blanc sur case blanche e2 · Pion blanc sur case noire f2 · Fou blanc sur case blanche g2 · Tour blanche sur case noire a1 · Dame blanche sur case blanche d1 · Roi blanc sur case noire e1 · Tour blanche sur case blanche h1 | Pion blanc sur case noire a3 · Pion blanc sur case blanche b3 · Pion blanc sur case blanche d3 · Pion blanc sur case noire e3 · Pion blanc sur case noire g3 · Pion blanc sur case blanche h3 · Fou blanc sur case noire b2 · Pion blanc sur case blanche c2 · Cavalier blanc sur case noire d2 · Cavalier blanc sur case blanche e2 · Pion blanc sur case noire f2 · Fou blanc sur case blanche g2 · Tour blanche sur case noire a1 · Dame blanche sur case blanche d1 · Roi blanc sur case noire e1 · Tour blanche sur case blanche h1 | Pion blanc sur case noire a3 · Pion blanc sur case blanche b3 · Pion blanc sur case blanche d3 · Pion blanc sur case noire e3 · Pion blanc sur case noire g3 · Pion blanc sur case blanche h3 · Fou blanc sur case noire b2 · Pion blanc sur case blanche c2 · Cavalier blanc sur case noire d2 · Cavalier blanc sur case blanche e2 · Pion blanc sur case noire f2 · Fou blanc sur case blanche g2 · Tour blanche sur case noire a1 · Dame blanche sur case blanche d1 · Roi blanc sur case noire e1 · Tour blanche sur case blanche h1 | Pion blanc sur case noire a3 · Pion blanc sur case blanche b3 · Pion blanc sur case blanche d3 · Pion blanc sur case noire e3 · Pion blanc sur case noire g3 · Pion blanc sur case blanche h3 · Fou blanc sur case noire b2 · Pion blanc sur case blanche c2 · Cavalier blanc sur case noire d2 · Cavalier blanc sur case blanche e2 · Pion blanc sur case noire f2 · Fou blanc sur case blanche g2 · Tour blanche sur case noire a1 · Dame blanche sur case blanche d1 · Roi blanc sur case noire e1 · Tour blanche sur case blanche h1 | Pion blanc sur case noire a3 · Pion blanc sur case blanche b3 · Pion blanc sur case blanche d3 · Pion blanc sur case noire e3 · Pion blanc sur case noire g3 · Pion blanc sur case blanche h3 · Fou blanc sur case noire b2 · Pion blanc sur case blanche c2 · Cavalier blanc sur case noire d2 · Cavalier blanc sur case blanche e2 · Pion blanc sur case noire f2 · Fou blanc sur case blanche g2 · Tour blanche sur case noire a1 · Dame blanche sur case blanche d1 · Roi blanc sur case noire e1 · Tour blanche sur case blanche h1 | Pion blanc sur case noire a3 · Pion blanc sur case blanche b3 · Pion blanc sur case blanche d3 · Pion blanc sur case noire e3 · Pion blanc sur case noire g3 · Pion blanc sur case blanche h3 · Fou blanc sur case noire b2 · Pion blanc sur case blanche c2 · Cavalier blanc sur case noire d2 · Cavalier blanc sur case blanche e2 · Pion blanc sur case noire f2 · Fou blanc sur case blanche g2 · Tour blanche sur case noire a1 · Dame blanche sur case blanche d1 · Roi blanc sur case noire e1 · Tour blanche sur case blanche h1 | 7 |
| 6 | Pion blanc sur case noire a3 · Pion blanc sur case blanche b3 · Pion blanc sur case blanche d3 · Pion blanc sur case noire e3 · Pion blanc sur case noire g3 · Pion blanc sur case blanche h3 · Fou blanc sur case noire b2 · Pion blanc sur case blanche c2 · Cavalier blanc sur case noire d2 · Cavalier blanc sur case blanche e2 · Pion blanc sur case noire f2 · Fou blanc sur case blanche g2 · Tour blanche sur case noire a1 · Dame blanche sur case blanche d1 · Roi blanc sur case noire e1 · Tour blanche sur case blanche h1 | Pion blanc sur case noire a3 · Pion blanc sur case blanche b3 · Pion blanc sur case blanche d3 · Pion blanc sur case noire e3 · Pion blanc sur case noire g3 · Pion blanc sur case blanche h3 · Fou blanc sur case noire b2 · Pion blanc sur case blanche c2 · Cavalier blanc sur case noire d2 · Cavalier blanc sur case blanche e2 · Pion blanc sur case noire f2 · Fou blanc sur case blanche g2 · Tour blanche sur case noire a1 · Dame blanche sur case blanche d1 · Roi blanc sur case noire e1 · Tour blanche sur case blanche h1 | Pion blanc sur case noire a3 · Pion blanc sur case blanche b3 · Pion blanc sur case blanche d3 · Pion blanc sur case noire e3 · Pion blanc sur case noire g3 · Pion blanc sur case blanche h3 · Fou blanc sur case noire b2 · Pion blanc sur case blanche c2 · Cavalier blanc sur case noire d2 · Cavalier blanc sur case blanche e2 · Pion blanc sur case noire f2 · Fou blanc sur case blanche g2 · Tour blanche sur case noire a1 · Dame blanche sur case blanche d1 · Roi blanc sur case noire e1 · Tour blanche sur case blanche h1 | Pion blanc sur case noire a3 · Pion blanc sur case blanche b3 · Pion blanc sur case blanche d3 · Pion blanc sur case noire e3 · Pion blanc sur case noire g3 · Pion blanc sur case blanche h3 · Fou blanc sur case noire b2 · Pion blanc sur case blanche c2 · Cavalier blanc sur case noire d2 · Cavalier blanc sur case blanche e2 · Pion blanc sur case noire f2 · Fou blanc sur case blanche g2 · Tour blanche sur case noire a1 · Dame blanche sur case blanche d1 · Roi blanc sur case noire e1 · Tour blanche sur case blanche h1 | Pion blanc sur case noire a3 · Pion blanc sur case blanche b3 · Pion blanc sur case blanche d3 · Pion blanc sur case noire e3 · Pion blanc sur case noire g3 · Pion blanc sur case blanche h3 · Fou blanc sur case noire b2 · Pion blanc sur case blanche c2 · Cavalier blanc sur case noire d2 · Cavalier blanc sur case blanche e2 · Pion blanc sur case noire f2 · Fou blanc sur case blanche g2 · Tour blanche sur case noire a1 · Dame blanche sur case blanche d1 · Roi blanc sur case noire e1 · Tour blanche sur case blanche h1 | Pion blanc sur case noire a3 · Pion blanc sur case blanche b3 · Pion blanc sur case blanche d3 · Pion blanc sur case noire e3 · Pion blanc sur case noire g3 · Pion blanc sur case blanche h3 · Fou blanc sur case noire b2 · Pion blanc sur case blanche c2 · Cavalier blanc sur case noire d2 · Cavalier blanc sur case blanche e2 · Pion blanc sur case noire f2 · Fou blanc sur case blanche g2 · Tour blanche sur case noire a1 · Dame blanche sur case blanche d1 · Roi blanc sur case noire e1 · Tour blanche sur case blanche h1 | Pion blanc sur case noire a3 · Pion blanc sur case blanche b3 · Pion blanc sur case blanche d3 · Pion blanc sur case noire e3 · Pion blanc sur case noire g3 · Pion blanc sur case blanche h3 · Fou blanc sur case noire b2 · Pion blanc sur case blanche c2 · Cavalier blanc sur case noire d2 · Cavalier blanc sur case blanche e2 · Pion blanc sur case noire f2 · Fou blanc sur case blanche g2 · Tour blanche sur case noire a1 · Dame blanche sur case blanche d1 · Roi blanc sur case noire e1 · Tour blanche sur case blanche h1 | Pion blanc sur case noire a3 · Pion blanc sur case blanche b3 · Pion blanc sur case blanche d3 · Pion blanc sur case noire e3 · Pion blanc sur case noire g3 · Pion blanc sur case blanche h3 · Fou blanc sur case noire b2 · Pion blanc sur case blanche c2 · Cavalier blanc sur case noire d2 · Cavalier blanc sur case blanche e2 · Pion blanc sur case noire f2 · Fou blanc sur case blanche g2 · Tour blanche sur case noire a1 · Dame blanche sur case blanche d1 · Roi blanc sur case noire e1 · Tour blanche sur case blanche h1 | 6 |
| 5 | Pion blanc sur case noire a3 · Pion blanc sur case blanche b3 · Pion blanc sur case blanche d3 · Pion blanc sur case noire e3 · Pion blanc sur case noire g3 · Pion blanc sur case blanche h3 · Fou blanc sur case noire b2 · Pion blanc sur case blanche c2 · Cavalier blanc sur case noire d2 · Cavalier blanc sur case blanche e2 · Pion blanc sur case noire f2 · Fou blanc sur case blanche g2 · Tour blanche sur case noire a1 · Dame blanche sur case blanche d1 · Roi blanc sur case noire e1 · Tour blanche sur case blanche h1 | Pion blanc sur case noire a3 · Pion blanc sur case blanche b3 · Pion blanc sur case blanche d3 · Pion blanc sur case noire e3 · Pion blanc sur case noire g3 · Pion blanc sur case blanche h3 · Fou blanc sur case noire b2 · Pion blanc sur case blanche c2 · Cavalier blanc sur case noire d2 · Cavalier blanc sur case blanche e2 · Pion blanc sur case noire f2 · Fou blanc sur case blanche g2 · Tour blanche sur case noire a1 · Dame blanche sur case blanche d1 · Roi blanc sur case noire e1 · Tour blanche sur case blanche h1 | Pion blanc sur case noire a3 · Pion blanc sur case blanche b3 · Pion blanc sur case blanche d3 · Pion blanc sur case noire e3 · Pion blanc sur case noire g3 · Pion blanc sur case blanche h3 · Fou blanc sur case noire b2 · Pion blanc sur case blanche c2 · Cavalier blanc sur case noire d2 · Cavalier blanc sur case blanche e2 · Pion blanc sur case noire f2 · Fou blanc sur case blanche g2 · Tour blanche sur case noire a1 · Dame blanche sur case blanche d1 · Roi blanc sur case noire e1 · Tour blanche sur case blanche h1 | Pion blanc sur case noire a3 · Pion blanc sur case blanche b3 · Pion blanc sur case blanche d3 · Pion blanc sur case noire e3 · Pion blanc sur case noire g3 · Pion blanc sur case blanche h3 · Fou blanc sur case noire b2 · Pion blanc sur case blanche c2 · Cavalier blanc sur case noire d2 · Cavalier blanc sur case blanche e2 · Pion blanc sur case noire f2 · Fou blanc sur case blanche g2 · Tour blanche sur case noire a1 · Dame blanche sur case blanche d1 · Roi blanc sur case noire e1 · Tour blanche sur case blanche h1 | Pion blanc sur case noire a3 · Pion blanc sur case blanche b3 · Pion blanc sur case blanche d3 · Pion blanc sur case noire e3 · Pion blanc sur case noire g3 · Pion blanc sur case blanche h3 · Fou blanc sur case noire b2 · Pion blanc sur case blanche c2 · Cavalier blanc sur case noire d2 · Cavalier blanc sur case blanche e2 · Pion blanc sur case noire f2 · Fou blanc sur case blanche g2 · Tour blanche sur case noire a1 · Dame blanche sur case blanche d1 · Roi blanc sur case noire e1 · Tour blanche sur case blanche h1 | Pion blanc sur case noire a3 · Pion blanc sur case blanche b3 · Pion blanc sur case blanche d3 · Pion blanc sur case noire e3 · Pion blanc sur case noire g3 · Pion blanc sur case blanche h3 · Fou blanc sur case noire b2 · Pion blanc sur case blanche c2 · Cavalier blanc sur case noire d2 · Cavalier blanc sur case blanche e2 · Pion blanc sur case noire f2 · Fou blanc sur case blanche g2 · Tour blanche sur case noire a1 · Dame blanche sur case blanche d1 · Roi blanc sur case noire e1 · Tour blanche sur case blanche h1 | Pion blanc sur case noire a3 · Pion blanc sur case blanche b3 · Pion blanc sur case blanche d3 · Pion blanc sur case noire e3 · Pion blanc sur case noire g3 · Pion blanc sur case blanche h3 · Fou blanc sur case noire b2 · Pion blanc sur case blanche c2 · Cavalier blanc sur case noire d2 · Cavalier blanc sur case blanche e2 · Pion blanc sur case noire f2 · Fou blanc sur case blanche g2 · Tour blanche sur case noire a1 · Dame blanche sur case blanche d1 · Roi blanc sur case noire e1 · Tour blanche sur case blanche h1 | Pion blanc sur case noire a3 · Pion blanc sur case blanche b3 · Pion blanc sur case blanche d3 · Pion blanc sur case noire e3 · Pion blanc sur case noire g3 · Pion blanc sur case blanche h3 · Fou blanc sur case noire b2 · Pion blanc sur case blanche c2 · Cavalier blanc sur case noire d2 · Cavalier blanc sur case blanche e2 · Pion blanc sur case noire f2 · Fou blanc sur case blanche g2 · Tour blanche sur case noire a1 · Dame blanche sur case blanche d1 · Roi blanc sur case noire e1 · Tour blanche sur case blanche h1 | 5 |
| 4 | Pion blanc sur case noire a3 · Pion blanc sur case blanche b3 · Pion blanc sur case blanche d3 · Pion blanc sur case noire e3 · Pion blanc sur case noire g3 · Pion blanc sur case blanche h3 · Fou blanc sur case noire b2 · Pion blanc sur case blanche c2 · Cavalier blanc sur case noire d2 · Cavalier blanc sur case blanche e2 · Pion blanc sur case noire f2 · Fou blanc sur case blanche g2 · Tour blanche sur case noire a1 · Dame blanche sur case blanche d1 · Roi blanc sur case noire e1 · Tour blanche sur case blanche h1 | Pion blanc sur case noire a3 · Pion blanc sur case blanche b3 · Pion blanc sur case blanche d3 · Pion blanc sur case noire e3 · Pion blanc sur case noire g3 · Pion blanc sur case blanche h3 · Fou blanc sur case noire b2 · Pion blanc sur case blanche c2 · Cavalier blanc sur case noire d2 · Cavalier blanc sur case blanche e2 · Pion blanc sur case noire f2 · Fou blanc sur case blanche g2 · Tour blanche sur case noire a1 · Dame blanche sur case blanche d1 · Roi blanc sur case noire e1 · Tour blanche sur case blanche h1 | Pion blanc sur case noire a3 · Pion blanc sur case blanche b3 · Pion blanc sur case blanche d3 · Pion blanc sur case noire e3 · Pion blanc sur case noire g3 · Pion blanc sur case blanche h3 · Fou blanc sur case noire b2 · Pion blanc sur case blanche c2 · Cavalier blanc sur case noire d2 · Cavalier blanc sur case blanche e2 · Pion blanc sur case noire f2 · Fou blanc sur case blanche g2 · Tour blanche sur case noire a1 · Dame blanche sur case blanche d1 · Roi blanc sur case noire e1 · Tour blanche sur case blanche h1 | Pion blanc sur case noire a3 · Pion blanc sur case blanche b3 · Pion blanc sur case blanche d3 · Pion blanc sur case noire e3 · Pion blanc sur case noire g3 · Pion blanc sur case blanche h3 · Fou blanc sur case noire b2 · Pion blanc sur case blanche c2 · Cavalier blanc sur case noire d2 · Cavalier blanc sur case blanche e2 · Pion blanc sur case noire f2 · Fou blanc sur case blanche g2 · Tour blanche sur case noire a1 · Dame blanche sur case blanche d1 · Roi blanc sur case noire e1 · Tour blanche sur case blanche h1 | Pion blanc sur case noire a3 · Pion blanc sur case blanche b3 · Pion blanc sur case blanche d3 · Pion blanc sur case noire e3 · Pion blanc sur case noire g3 · Pion blanc sur case blanche h3 · Fou blanc sur case noire b2 · Pion blanc sur case blanche c2 · Cavalier blanc sur case noire d2 · Cavalier blanc sur case blanche e2 · Pion blanc sur case noire f2 · Fou blanc sur case blanche g2 · Tour blanche sur case noire a1 · Dame blanche sur case blanche d1 · Roi blanc sur case noire e1 · Tour blanche sur case blanche h1 | Pion blanc sur case noire a3 · Pion blanc sur case blanche b3 · Pion blanc sur case blanche d3 · Pion blanc sur case noire e3 · Pion blanc sur case noire g3 · Pion blanc sur case blanche h3 · Fou blanc sur case noire b2 · Pion blanc sur case blanche c2 · Cavalier blanc sur case noire d2 · Cavalier blanc sur case blanche e2 · Pion blanc sur case noire f2 · Fou blanc sur case blanche g2 · Tour blanche sur case noire a1 · Dame blanche sur case blanche d1 · Roi blanc sur case noire e1 · Tour blanche sur case blanche h1 | Pion blanc sur case noire a3 · Pion blanc sur case blanche b3 · Pion blanc sur case blanche d3 · Pion blanc sur case noire e3 · Pion blanc sur case noire g3 · Pion blanc sur case blanche h3 · Fou blanc sur case noire b2 · Pion blanc sur case blanche c2 · Cavalier blanc sur case noire d2 · Cavalier blanc sur case blanche e2 · Pion blanc sur case noire f2 · Fou blanc sur case blanche g2 · Tour blanche sur case noire a1 · Dame blanche sur case blanche d1 · Roi blanc sur case noire e1 · Tour blanche sur case blanche h1 | Pion blanc sur case noire a3 · Pion blanc sur case blanche b3 · Pion blanc sur case blanche d3 · Pion blanc sur case noire e3 · Pion blanc sur case noire g3 · Pion blanc sur case blanche h3 · Fou blanc sur case noire b2 · Pion blanc sur case blanche c2 · Cavalier blanc sur case noire d2 · Cavalier blanc sur case blanche e2 · Pion blanc sur case noire f2 · Fou blanc sur case blanche g2 · Tour blanche sur case noire a1 · Dame blanche sur case blanche d1 · Roi blanc sur case noire e1 · Tour blanche sur case blanche h1 | 4 |
| 3 | Pion blanc sur case noire a3 · Pion blanc sur case blanche b3 · Pion blanc sur case blanche d3 · Pion blanc sur case noire e3 · Pion blanc sur case noire g3 · Pion blanc sur case blanche h3 · Fou blanc sur case noire b2 · Pion blanc sur case blanche c2 · Cavalier blanc sur case noire d2 · Cavalier blanc sur case blanche e2 · Pion blanc sur case noire f2 · Fou blanc sur case blanche g2 · Tour blanche sur case noire a1 · Dame blanche sur case blanche d1 · Roi blanc sur case noire e1 · Tour blanche sur case blanche h1 | Pion blanc sur case noire a3 · Pion blanc sur case blanche b3 · Pion blanc sur case blanche d3 · Pion blanc sur case noire e3 · Pion blanc sur case noire g3 · Pion blanc sur case blanche h3 · Fou blanc sur case noire b2 · Pion blanc sur case blanche c2 · Cavalier blanc sur case noire d2 · Cavalier blanc sur case blanche e2 · Pion blanc sur case noire f2 · Fou blanc sur case blanche g2 · Tour blanche sur case noire a1 · Dame blanche sur case blanche d1 · Roi blanc sur case noire e1 · Tour blanche sur case blanche h1 | Pion blanc sur case noire a3 · Pion blanc sur case blanche b3 · Pion blanc sur case blanche d3 · Pion blanc sur case noire e3 · Pion blanc sur case noire g3 · Pion blanc sur case blanche h3 · Fou blanc sur case noire b2 · Pion blanc sur case blanche c2 · Cavalier blanc sur case noire d2 · Cavalier blanc sur case blanche e2 · Pion blanc sur case noire f2 · Fou blanc sur case blanche g2 · Tour blanche sur case noire a1 · Dame blanche sur case blanche d1 · Roi blanc sur case noire e1 · Tour blanche sur case blanche h1 | Pion blanc sur case noire a3 · Pion blanc sur case blanche b3 · Pion blanc sur case blanche d3 · Pion blanc sur case noire e3 · Pion blanc sur case noire g3 · Pion blanc sur case blanche h3 · Fou blanc sur case noire b2 · Pion blanc sur case blanche c2 · Cavalier blanc sur case noire d2 · Cavalier blanc sur case blanche e2 · Pion blanc sur case noire f2 · Fou blanc sur case blanche g2 · Tour blanche sur case noire a1 · Dame blanche sur case blanche d1 · Roi blanc sur case noire e1 · Tour blanche sur case blanche h1 | Pion blanc sur case noire a3 · Pion blanc sur case blanche b3 · Pion blanc sur case blanche d3 · Pion blanc sur case noire e3 · Pion blanc sur case noire g3 · Pion blanc sur case blanche h3 · Fou blanc sur case noire b2 · Pion blanc sur case blanche c2 · Cavalier blanc sur case noire d2 · Cavalier blanc sur case blanche e2 · Pion blanc sur case noire f2 · Fou blanc sur case blanche g2 · Tour blanche sur case noire a1 · Dame blanche sur case blanche d1 · Roi blanc sur case noire e1 · Tour blanche sur case blanche h1 | Pion blanc sur case noire a3 · Pion blanc sur case blanche b3 · Pion blanc sur case blanche d3 · Pion blanc sur case noire e3 · Pion blanc sur case noire g3 · Pion blanc sur case blanche h3 · Fou blanc sur case noire b2 · Pion blanc sur case blanche c2 · Cavalier blanc sur case noire d2 · Cavalier blanc sur case blanche e2 · Pion blanc sur case noire f2 · Fou blanc sur case blanche g2 · Tour blanche sur case noire a1 · Dame blanche sur case blanche d1 · Roi blanc sur case noire e1 · Tour blanche sur case blanche h1 | Pion blanc sur case noire a3 · Pion blanc sur case blanche b3 · Pion blanc sur case blanche d3 · Pion blanc sur case noire e3 · Pion blanc sur case noire g3 · Pion blanc sur case blanche h3 · Fou blanc sur case noire b2 · Pion blanc sur case blanche c2 · Cavalier blanc sur case noire d2 · Cavalier blanc sur case blanche e2 · Pion blanc sur case noire f2 · Fou blanc sur case blanche g2 · Tour blanche sur case noire a1 · Dame blanche sur case blanche d1 · Roi blanc sur case noire e1 · Tour blanche sur case blanche h1 | Pion blanc sur case noire a3 · Pion blanc sur case blanche b3 · Pion blanc sur case blanche d3 · Pion blanc sur case noire e3 · Pion blanc sur case noire g3 · Pion blanc sur case blanche h3 · Fou blanc sur case noire b2 · Pion blanc sur case blanche c2 · Cavalier blanc sur case noire d2 · Cavalier blanc sur case blanche e2 · Pion blanc sur case noire f2 · Fou blanc sur case blanche g2 · Tour blanche sur case noire a1 · Dame blanche sur case blanche d1 · Roi blanc sur case noire e1 · Tour blanche sur case blanche h1 | 3 |
| 2 | Pion blanc sur case noire a3 · Pion blanc sur case blanche b3 · Pion blanc sur case blanche d3 · Pion blanc sur case noire e3 · Pion blanc sur case noire g3 · Pion blanc sur case blanche h3 · Fou blanc sur case noire b2 · Pion blanc sur case blanche c2 · Cavalier blanc sur case noire d2 · Cavalier blanc sur case blanche e2 · Pion blanc sur case noire f2 · Fou blanc sur case blanche g2 · Tour blanche sur case noire a1 · Dame blanche sur case blanche d1 · Roi blanc sur case noire e1 · Tour blanche sur case blanche h1 | Pion blanc sur case noire a3 · Pion blanc sur case blanche b3 · Pion blanc sur case blanche d3 · Pion blanc sur case noire e3 · Pion blanc sur case noire g3 · Pion blanc sur case blanche h3 · Fou blanc sur case noire b2 · Pion blanc sur case blanche c2 · Cavalier blanc sur case noire d2 · Cavalier blanc sur case blanche e2 · Pion blanc sur case noire f2 · Fou blanc sur case blanche g2 · Tour blanche sur case noire a1 · Dame blanche sur case blanche d1 · Roi blanc sur case noire e1 · Tour blanche sur case blanche h1 | Pion blanc sur case noire a3 · Pion blanc sur case blanche b3 · Pion blanc sur case blanche d3 · Pion blanc sur case noire e3 · Pion blanc sur case noire g3 · Pion blanc sur case blanche h3 · Fou blanc sur case noire b2 · Pion blanc sur case blanche c2 · Cavalier blanc sur case noire d2 · Cavalier blanc sur case blanche e2 · Pion blanc sur case noire f2 · Fou blanc sur case blanche g2 · Tour blanche sur case noire a1 · Dame blanche sur case blanche d1 · Roi blanc sur case noire e1 · Tour blanche sur case blanche h1 | Pion blanc sur case noire a3 · Pion blanc sur case blanche b3 · Pion blanc sur case blanche d3 · Pion blanc sur case noire e3 · Pion blanc sur case noire g3 · Pion blanc sur case blanche h3 · Fou blanc sur case noire b2 · Pion blanc sur case blanche c2 · Cavalier blanc sur case noire d2 · Cavalier blanc sur case blanche e2 · Pion blanc sur case noire f2 · Fou blanc sur case blanche g2 · Tour blanche sur case noire a1 · Dame blanche sur case blanche d1 · Roi blanc sur case noire e1 · Tour blanche sur case blanche h1 | Pion blanc sur case noire a3 · Pion blanc sur case blanche b3 · Pion blanc sur case blanche d3 · Pion blanc sur case noire e3 · Pion blanc sur case noire g3 · Pion blanc sur case blanche h3 · Fou blanc sur case noire b2 · Pion blanc sur case blanche c2 · Cavalier blanc sur case noire d2 · Cavalier blanc sur case blanche e2 · Pion blanc sur case noire f2 · Fou blanc sur case blanche g2 · Tour blanche sur case noire a1 · Dame blanche sur case blanche d1 · Roi blanc sur case noire e1 · Tour blanche sur case blanche h1 | Pion blanc sur case noire a3 · Pion blanc sur case blanche b3 · Pion blanc sur case blanche d3 · Pion blanc sur case noire e3 · Pion blanc sur case noire g3 · Pion blanc sur case blanche h3 · Fou blanc sur case noire b2 · Pion blanc sur case blanche c2 · Cavalier blanc sur case noire d2 · Cavalier blanc sur case blanche e2 · Pion blanc sur case noire f2 · Fou blanc sur case blanche g2 · Tour blanche sur case noire a1 · Dame blanche sur case blanche d1 · Roi blanc sur case noire e1 · Tour blanche sur case blanche h1 | Pion blanc sur case noire a3 · Pion blanc sur case blanche b3 · Pion blanc sur case blanche d3 · Pion blanc sur case noire e3 · Pion blanc sur case noire g3 · Pion blanc sur case blanche h3 · Fou blanc sur case noire b2 · Pion blanc sur case blanche c2 · Cavalier blanc sur case noire d2 · Cavalier blanc sur case blanche e2 · Pion blanc sur case noire f2 · Fou blanc sur case blanche g2 · Tour blanche sur case noire a1 · Dame blanche sur case blanche d1 · Roi blanc sur case noire e1 · Tour blanche sur case blanche h1 | Pion blanc sur case noire a3 · Pion blanc sur case blanche b3 · Pion blanc sur case blanche d3 · Pion blanc sur case noire e3 · Pion blanc sur case noire g3 · Pion blanc sur case blanche h3 · Fou blanc sur case noire b2 · Pion blanc sur case blanche c2 · Cavalier blanc sur case noire d2 · Cavalier blanc sur case blanche e2 · Pion blanc sur case noire f2 · Fou blanc sur case blanche g2 · Tour blanche sur case noire a1 · Dame blanche sur case blanche d1 · Roi blanc sur case noire e1 · Tour blanche sur case blanche h1 | 2 |
| 1 | Pion blanc sur case noire a3 · Pion blanc sur case blanche b3 · Pion blanc sur case blanche d3 · Pion blanc sur case noire e3 · Pion blanc sur case noire g3 · Pion blanc sur case blanche h3 · Fou blanc sur case noire b2 · Pion blanc sur case blanche c2 · Cavalier blanc sur case noire d2 · Cavalier blanc sur case blanche e2 · Pion blanc sur case noire f2 · Fou blanc sur case blanche g2 · Tour blanche sur case noire a1 · Dame blanche sur case blanche d1 · Roi blanc sur case noire e1 · Tour blanche sur case blanche h1 | Pion blanc sur case noire a3 · Pion blanc sur case blanche b3 · Pion blanc sur case blanche d3 · Pion blanc sur case noire e3 · Pion blanc sur case noire g3 · Pion blanc sur case blanche h3 · Fou blanc sur case noire b2 · Pion blanc sur case blanche c2 · Cavalier blanc sur case noire d2 · Cavalier blanc sur case blanche e2 · Pion blanc sur case noire f2 · Fou blanc sur case blanche g2 · Tour blanche sur case noire a1 · Dame blanche sur case blanche d1 · Roi blanc sur case noire e1 · Tour blanche sur case blanche h1 | Pion blanc sur case noire a3 · Pion blanc sur case blanche b3 · Pion blanc sur case blanche d3 · Pion blanc sur case noire e3 · Pion blanc sur case noire g3 · Pion blanc sur case blanche h3 · Fou blanc sur case noire b2 · Pion blanc sur case blanche c2 · Cavalier blanc sur case noire d2 · Cavalier blanc sur case blanche e2 · Pion blanc sur case noire f2 · Fou blanc sur case blanche g2 · Tour blanche sur case noire a1 · Dame blanche sur case blanche d1 · Roi blanc sur case noire e1 · Tour blanche sur case blanche h1 | Pion blanc sur case noire a3 · Pion blanc sur case blanche b3 · Pion blanc sur case blanche d3 · Pion blanc sur case noire e3 · Pion blanc sur case noire g3 · Pion blanc sur case blanche h3 · Fou blanc sur case noire b2 · Pion blanc sur case blanche c2 · Cavalier blanc sur case noire d2 · Cavalier blanc sur case blanche e2 · Pion blanc sur case noire f2 · Fou blanc sur case blanche g2 · Tour blanche sur case noire a1 · Dame blanche sur case blanche d1 · Roi blanc sur case noire e1 · Tour blanche sur case blanche h1 | Pion blanc sur case noire a3 · Pion blanc sur case blanche b3 · Pion blanc sur case blanche d3 · Pion blanc sur case noire e3 · Pion blanc sur case noire g3 · Pion blanc sur case blanche h3 · Fou blanc sur case noire b2 · Pion blanc sur case blanche c2 · Cavalier blanc sur case noire d2 · Cavalier blanc sur case blanche e2 · Pion blanc sur case noire f2 · Fou blanc sur case blanche g2 · Tour blanche sur case noire a1 · Dame blanche sur case blanche d1 · Roi blanc sur case noire e1 · Tour blanche sur case blanche h1 | Pion blanc sur case noire a3 · Pion blanc sur case blanche b3 · Pion blanc sur case blanche d3 · Pion blanc sur case noire e3 · Pion blanc sur case noire g3 · Pion blanc sur case blanche h3 · Fou blanc sur case noire b2 · Pion blanc sur case blanche c2 · Cavalier blanc sur case noire d2 · Cavalier blanc sur case blanche e2 · Pion blanc sur case noire f2 · Fou blanc sur case blanche g2 · Tour blanche sur case noire a1 · Dame blanche sur case blanche d1 · Roi blanc sur case noire e1 · Tour blanche sur case blanche h1 | Pion blanc sur case noire a3 · Pion blanc sur case blanche b3 · Pion blanc sur case blanche d3 · Pion blanc sur case noire e3 · Pion blanc sur case noire g3 · Pion blanc sur case blanche h3 · Fou blanc sur case noire b2 · Pion blanc sur case blanche c2 · Cavalier blanc sur case noire d2 · Cavalier blanc sur case blanche e2 · Pion blanc sur case noire f2 · Fou blanc sur case blanche g2 · Tour blanche sur case noire a1 · Dame blanche sur case blanche d1 · Roi blanc sur case noire e1 · Tour blanche sur case blanche h1 | Pion blanc sur case noire a3 · Pion blanc sur case blanche b3 · Pion blanc sur case blanche d3 · Pion blanc sur case noire e3 · Pion blanc sur case noire g3 · Pion blanc sur case blanche h3 · Fou blanc sur case noire b2 · Pion blanc sur case blanche c2 · Cavalier blanc sur case noire d2 · Cavalier blanc sur case blanche e2 · Pion blanc sur case noire f2 · Fou blanc sur case blanche g2 · Tour blanche sur case noire a1 · Dame blanche sur case blanche d1 · Roi blanc sur case noire e1 · Tour blanche sur case blanche h1 | 1 |
|   | a | b | c | d | e | f | g | h |   |

Aux échecs, la méthode Ruiz est un système d'ouverture caractérisé par la structure de pions : a3/b3/c2/d3/e3/f2/g3/h3 avec les Blancs ou a6/b6/c7/d6/e6/f7/g6/h6 avec les Noirs. Le camp qui pratique cette méthode ne roque pas.

## Histoire
La méthode Ruiz a été conçue par Guillermo/Guillaume Ruiz en 1980. Il l'a mise au point en jouant contre des ordinateurs, lesquels avaient à l'époque un jeu stéréotypé (ne s'écartant pas de la théorie échiquéenne courante : pousser e4 et d4, ne pas développer ses fous en fianchetto, sortir ses cavaliers sur de "bonnes" cases, roquer rapidement...). Ainsi, cette méthode marche généralement mieux contre les joueurs "classiques", surtout s'ils la méconnaissent voire en méprisent les ressorts.

## Ordre de coups
Les coups blancs sont utilisés ci-dessous en exemple, mais on peut les inverser pour obtenir la position des Noirs.
On joue a3/h3 après que le pion e/d a été joué pour empêcher les fous de venir en b4/g4 risquant d'être échangés contre les cavaliers e2/d2 (ce qui est en fait mauvais pour les Noirs). Sinon, l'ordre n'a pas d'importance, il faut simplement se retrouver avec la position de base du système.

## Plan principal
|   | a | b | c | d | e | f | g | h |   |
| 8 | Tour noire sur case noire f8 · Roi noir sur case blanche g8 · Dame noire sur case blanche d7 · Cavalier noir sur case noire e7 · Pion noir sur case blanche f7 · Pion noir sur case noire g7 · Fou noir sur case noire b6 · Tour noire sur case blanche c6 · Fou noir sur case blanche e6 · Cavalier noir sur case noire f6 · Pion noir sur case noire h6 · Pion noir sur case noire a5 · Pion noir sur case noire e5 · Cavalier blanc sur case blanche f5 · Pion blanc sur case blanche a4 · Pion noir sur case noire b4 · Pion noir sur case blanche c4 · Pion noir sur case noire d4 · Pion blanc sur case blanche e4 · Pion blanc sur case blanche g4 · Pion blanc sur case blanche b3 · Pion blanc sur case blanche d3 · Fou blanc sur case blanche f3 · Pion blanc sur case blanche h3 · Pion blanc sur case blanche c2 · Roi blanc sur case blanche e2 · Pion blanc sur case noire f2 · Dame blanche sur case blanche g2 · Cavalier blanc sur case blanche b1 · Fou blanc sur case noire c1 · Tour blanche sur case noire g1 · Tour blanche sur case blanche h1 | Tour noire sur case noire f8 · Roi noir sur case blanche g8 · Dame noire sur case blanche d7 · Cavalier noir sur case noire e7 · Pion noir sur case blanche f7 · Pion noir sur case noire g7 · Fou noir sur case noire b6 · Tour noire sur case blanche c6 · Fou noir sur case blanche e6 · Cavalier noir sur case noire f6 · Pion noir sur case noire h6 · Pion noir sur case noire a5 · Pion noir sur case noire e5 · Cavalier blanc sur case blanche f5 · Pion blanc sur case blanche a4 · Pion noir sur case noire b4 · Pion noir sur case blanche c4 · Pion noir sur case noire d4 · Pion blanc sur case blanche e4 · Pion blanc sur case blanche g4 · Pion blanc sur case blanche b3 · Pion blanc sur case blanche d3 · Fou blanc sur case blanche f3 · Pion blanc sur case blanche h3 · Pion blanc sur case blanche c2 · Roi blanc sur case blanche e2 · Pion blanc sur case noire f2 · Dame blanche sur case blanche g2 · Cavalier blanc sur case blanche b1 · Fou blanc sur case noire c1 · Tour blanche sur case noire g1 · Tour blanche sur case blanche h1 | Tour noire sur case noire f8 · Roi noir sur case blanche g8 · Dame noire sur case blanche d7 · Cavalier noir sur case noire e7 · Pion noir sur case blanche f7 · Pion noir sur case noire g7 · Fou noir sur case noire b6 · Tour noire sur case blanche c6 · Fou noir sur case blanche e6 · Cavalier noir sur case noire f6 · Pion noir sur case noire h6 · Pion noir sur case noire a5 · Pion noir sur case noire e5 · Cavalier blanc sur case blanche f5 · Pion blanc sur case blanche a4 · Pion noir sur case noire b4 · Pion noir sur case blanche c4 · Pion noir sur case noire d4 · Pion blanc sur case blanche e4 · Pion blanc sur case blanche g4 · Pion blanc sur case blanche b3 · Pion blanc sur case blanche d3 · Fou blanc sur case blanche f3 · Pion blanc sur case blanche h3 · Pion blanc sur case blanche c2 · Roi blanc sur case blanche e2 · Pion blanc sur case noire f2 · Dame blanche sur case blanche g2 · Cavalier blanc sur case blanche b1 · Fou blanc sur case noire c1 · Tour blanche sur case noire g1 · Tour blanche sur case blanche h1 | Tour noire sur case noire f8 · Roi noir sur case blanche g8 · Dame noire sur case blanche d7 · Cavalier noir sur case noire e7 · Pion noir sur case blanche f7 · Pion noir sur case noire g7 · Fou noir sur case noire b6 · Tour noire sur case blanche c6 · Fou noir sur case blanche e6 · Cavalier noir sur case noire f6 · Pion noir sur case noire h6 · Pion noir sur case noire a5 · Pion noir sur case noire e5 · Cavalier blanc sur case blanche f5 · Pion blanc sur case blanche a4 · Pion noir sur case noire b4 · Pion noir sur case blanche c4 · Pion noir sur case noire d4 · Pion blanc sur case blanche e4 · Pion blanc sur case blanche g4 · Pion blanc sur case blanche b3 · Pion blanc sur case blanche d3 · Fou blanc sur case blanche f3 · Pion blanc sur case blanche h3 · Pion blanc sur case blanche c2 · Roi blanc sur case blanche e2 · Pion blanc sur case noire f2 · Dame blanche sur case blanche g2 · Cavalier blanc sur case blanche b1 · Fou blanc sur case noire c1 · Tour blanche sur case noire g1 · Tour blanche sur case blanche h1 | Tour noire sur case noire f8 · Roi noir sur case blanche g8 · Dame noire sur case blanche d7 · Cavalier noir sur case noire e7 · Pion noir sur case blanche f7 · Pion noir sur case noire g7 · Fou noir sur case noire b6 · Tour noire sur case blanche c6 · Fou noir sur case blanche e6 · Cavalier noir sur case noire f6 · Pion noir sur case noire h6 · Pion noir sur case noire a5 · Pion noir sur case noire e5 · Cavalier blanc sur case blanche f5 · Pion blanc sur case blanche a4 · Pion noir sur case noire b4 · Pion noir sur case blanche c4 · Pion noir sur case noire d4 · Pion blanc sur case blanche e4 · Pion blanc sur case blanche g4 · Pion blanc sur case blanche b3 · Pion blanc sur case blanche d3 · Fou blanc sur case blanche f3 · Pion blanc sur case blanche h3 · Pion blanc sur case blanche c2 · Roi blanc sur case blanche e2 · Pion blanc sur case noire f2 · Dame blanche sur case blanche g2 · Cavalier blanc sur case blanche b1 · Fou blanc sur case noire c1 · Tour blanche sur case noire g1 · Tour blanche sur case blanche h1 | Tour noire sur case noire f8 · Roi noir sur case blanche g8 · Dame noire sur case blanche d7 · Cavalier noir sur case noire e7 · Pion noir sur case blanche f7 · Pion noir sur case noire g7 · Fou noir sur case noire b6 · Tour noire sur case blanche c6 · Fou noir sur case blanche e6 · Cavalier noir sur case noire f6 · Pion noir sur case noire h6 · Pion noir sur case noire a5 · Pion noir sur case noire e5 · Cavalier blanc sur case blanche f5 · Pion blanc sur case blanche a4 · Pion noir sur case noire b4 · Pion noir sur case blanche c4 · Pion noir sur case noire d4 · Pion blanc sur case blanche e4 · Pion blanc sur case blanche g4 · Pion blanc sur case blanche b3 · Pion blanc sur case blanche d3 · Fou blanc sur case blanche f3 · Pion blanc sur case blanche h3 · Pion blanc sur case blanche c2 · Roi blanc sur case blanche e2 · Pion blanc sur case noire f2 · Dame blanche sur case blanche g2 · Cavalier blanc sur case blanche b1 · Fou blanc sur case noire c1 · Tour blanche sur case noire g1 · Tour blanche sur case blanche h1 | Tour noire sur case noire f8 · Roi noir sur case blanche g8 · Dame noire sur case blanche d7 · Cavalier noir sur case noire e7 · Pion noir sur case blanche f7 · Pion noir sur case noire g7 · Fou noir sur case noire b6 · Tour noire sur case blanche c6 · Fou noir sur case blanche e6 · Cavalier noir sur case noire f6 · Pion noir sur case noire h6 · Pion noir sur case noire a5 · Pion noir sur case noire e5 · Cavalier blanc sur case blanche f5 · Pion blanc sur case blanche a4 · Pion noir sur case noire b4 · Pion noir sur case blanche c4 · Pion noir sur case noire d4 · Pion blanc sur case blanche e4 · Pion blanc sur case blanche g4 · Pion blanc sur case blanche b3 · Pion blanc sur case blanche d3 · Fou blanc sur case blanche f3 · Pion blanc sur case blanche h3 · Pion blanc sur case blanche c2 · Roi blanc sur case blanche e2 · Pion blanc sur case noire f2 · Dame blanche sur case blanche g2 · Cavalier blanc sur case blanche b1 · Fou blanc sur case noire c1 · Tour blanche sur case noire g1 · Tour blanche sur case blanche h1 | Tour noire sur case noire f8 · Roi noir sur case blanche g8 · Dame noire sur case blanche d7 · Cavalier noir sur case noire e7 · Pion noir sur case blanche f7 · Pion noir sur case noire g7 · Fou noir sur case noire b6 · Tour noire sur case blanche c6 · Fou noir sur case blanche e6 · Cavalier noir sur case noire f6 · Pion noir sur case noire h6 · Pion noir sur case noire a5 · Pion noir sur case noire e5 · Cavalier blanc sur case blanche f5 · Pion blanc sur case blanche a4 · Pion noir sur case noire b4 · Pion noir sur case blanche c4 · Pion noir sur case noire d4 · Pion blanc sur case blanche e4 · Pion blanc sur case blanche g4 · Pion blanc sur case blanche b3 · Pion blanc sur case blanche d3 · Fou blanc sur case blanche f3 · Pion blanc sur case blanche h3 · Pion blanc sur case blanche c2 · Roi blanc sur case blanche e2 · Pion blanc sur case noire f2 · Dame blanche sur case blanche g2 · Cavalier blanc sur case blanche b1 · Fou blanc sur case noire c1 · Tour blanche sur case noire g1 · Tour blanche sur case blanche h1 | 8 |
| 7 | Tour noire sur case noire f8 · Roi noir sur case blanche g8 · Dame noire sur case blanche d7 · Cavalier noir sur case noire e7 · Pion noir sur case blanche f7 · Pion noir sur case noire g7 · Fou noir sur case noire b6 · Tour noire sur case blanche c6 · Fou noir sur case blanche e6 · Cavalier noir sur case noire f6 · Pion noir sur case noire h6 · Pion noir sur case noire a5 · Pion noir sur case noire e5 · Cavalier blanc sur case blanche f5 · Pion blanc sur case blanche a4 · Pion noir sur case noire b4 · Pion noir sur case blanche c4 · Pion noir sur case noire d4 · Pion blanc sur case blanche e4 · Pion blanc sur case blanche g4 · Pion blanc sur case blanche b3 · Pion blanc sur case blanche d3 · Fou blanc sur case blanche f3 · Pion blanc sur case blanche h3 · Pion blanc sur case blanche c2 · Roi blanc sur case blanche e2 · Pion blanc sur case noire f2 · Dame blanche sur case blanche g2 · Cavalier blanc sur case blanche b1 · Fou blanc sur case noire c1 · Tour blanche sur case noire g1 · Tour blanche sur case blanche h1 | Tour noire sur case noire f8 · Roi noir sur case blanche g8 · Dame noire sur case blanche d7 · Cavalier noir sur case noire e7 · Pion noir sur case blanche f7 · Pion noir sur case noire g7 · Fou noir sur case noire b6 · Tour noire sur case blanche c6 · Fou noir sur case blanche e6 · Cavalier noir sur case noire f6 · Pion noir sur case noire h6 · Pion noir sur case noire a5 · Pion noir sur case noire e5 · Cavalier blanc sur case blanche f5 · Pion blanc sur case blanche a4 · Pion noir sur case noire b4 · Pion noir sur case blanche c4 · Pion noir sur case noire d4 · Pion blanc sur case blanche e4 · Pion blanc sur case blanche g4 · Pion blanc sur case blanche b3 · Pion blanc sur case blanche d3 · Fou blanc sur case blanche f3 · Pion blanc sur case blanche h3 · Pion blanc sur case blanche c2 · Roi blanc sur case blanche e2 · Pion blanc sur case noire f2 · Dame blanche sur case blanche g2 · Cavalier blanc sur case blanche b1 · Fou blanc sur case noire c1 · Tour blanche sur case noire g1 · Tour blanche sur case blanche h1 | Tour noire sur case noire f8 · Roi noir sur case blanche g8 · Dame noire sur case blanche d7 · Cavalier noir sur case noire e7 · Pion noir sur case blanche f7 · Pion noir sur case noire g7 · Fou noir sur case noire b6 · Tour noire sur case blanche c6 · Fou noir sur case blanche e6 · Cavalier noir sur case noire f6 · Pion noir sur case noire h6 · Pion noir sur case noire a5 · Pion noir sur case noire e5 · Cavalier blanc sur case blanche f5 · Pion blanc sur case blanche a4 · Pion noir sur case noire b4 · Pion noir sur case blanche c4 · Pion noir sur case noire d4 · Pion blanc sur case blanche e4 · Pion blanc sur case blanche g4 · Pion blanc sur case blanche b3 · Pion blanc sur case blanche d3 · Fou blanc sur case blanche f3 · Pion blanc sur case blanche h3 · Pion blanc sur case blanche c2 · Roi blanc sur case blanche e2 · Pion blanc sur case noire f2 · Dame blanche sur case blanche g2 · Cavalier blanc sur case blanche b1 · Fou blanc sur case noire c1 · Tour blanche sur case noire g1 · Tour blanche sur case blanche h1 | Tour noire sur case noire f8 · Roi noir sur case blanche g8 · Dame noire sur case blanche d7 · Cavalier noir sur case noire e7 · Pion noir sur case blanche f7 · Pion noir sur case noire g7 · Fou noir sur case noire b6 · Tour noire sur case blanche c6 · Fou noir sur case blanche e6 · Cavalier noir sur case noire f6 · Pion noir sur case noire h6 · Pion noir sur case noire a5 · Pion noir sur case noire e5 · Cavalier blanc sur case blanche f5 · Pion blanc sur case blanche a4 · Pion noir sur case noire b4 · Pion noir sur case blanche c4 · Pion noir sur case noire d4 · Pion blanc sur case blanche e4 · Pion blanc sur case blanche g4 · Pion blanc sur case blanche b3 · Pion blanc sur case blanche d3 · Fou blanc sur case blanche f3 · Pion blanc sur case blanche h3 · Pion blanc sur case blanche c2 · Roi blanc sur case blanche e2 · Pion blanc sur case noire f2 · Dame blanche sur case blanche g2 · Cavalier blanc sur case blanche b1 · Fou blanc sur case noire c1 · Tour blanche sur case noire g1 · Tour blanche sur case blanche h1 | Tour noire sur case noire f8 · Roi noir sur case blanche g8 · Dame noire sur case blanche d7 · Cavalier noir sur case noire e7 · Pion noir sur case blanche f7 · Pion noir sur case noire g7 · Fou noir sur case noire b6 · Tour noire sur case blanche c6 · Fou noir sur case blanche e6 · Cavalier noir sur case noire f6 · Pion noir sur case noire h6 · Pion noir sur case noire a5 · Pion noir sur case noire e5 · Cavalier blanc sur case blanche f5 · Pion blanc sur case blanche a4 · Pion noir sur case noire b4 · Pion noir sur case blanche c4 · Pion noir sur case noire d4 · Pion blanc sur case blanche e4 · Pion blanc sur case blanche g4 · Pion blanc sur case blanche b3 · Pion blanc sur case blanche d3 · Fou blanc sur case blanche f3 · Pion blanc sur case blanche h3 · Pion blanc sur case blanche c2 · Roi blanc sur case blanche e2 · Pion blanc sur case noire f2 · Dame blanche sur case blanche g2 · Cavalier blanc sur case blanche b1 · Fou blanc sur case noire c1 · Tour blanche sur case noire g1 · Tour blanche sur case blanche h1 | Tour noire sur case noire f8 · Roi noir sur case blanche g8 · Dame noire sur case blanche d7 · Cavalier noir sur case noire e7 · Pion noir sur case blanche f7 · Pion noir sur case noire g7 · Fou noir sur case noire b6 · Tour noire sur case blanche c6 · Fou noir sur case blanche e6 · Cavalier noir sur case noire f6 · Pion noir sur case noire h6 · Pion noir sur case noire a5 · Pion noir sur case noire e5 · Cavalier blanc sur case blanche f5 · Pion blanc sur case blanche a4 · Pion noir sur case noire b4 · Pion noir sur case blanche c4 · Pion noir sur case noire d4 · Pion blanc sur case blanche e4 · Pion blanc sur case blanche g4 · Pion blanc sur case blanche b3 · Pion blanc sur case blanche d3 · Fou blanc sur case blanche f3 · Pion blanc sur case blanche h3 · Pion blanc sur case blanche c2 · Roi blanc sur case blanche e2 · Pion blanc sur case noire f2 · Dame blanche sur case blanche g2 · Cavalier blanc sur case blanche b1 · Fou blanc sur case noire c1 · Tour blanche sur case noire g1 · Tour blanche sur case blanche h1 | Tour noire sur case noire f8 · Roi noir sur case blanche g8 · Dame noire sur case blanche d7 · Cavalier noir sur case noire e7 · Pion noir sur case blanche f7 · Pion noir sur case noire g7 · Fou noir sur case noire b6 · Tour noire sur case blanche c6 · Fou noir sur case blanche e6 · Cavalier noir sur case noire f6 · Pion noir sur case noire h6 · Pion noir sur case noire a5 · Pion noir sur case noire e5 · Cavalier blanc sur case blanche f5 · Pion blanc sur case blanche a4 · Pion noir sur case noire b4 · Pion noir sur case blanche c4 · Pion noir sur case noire d4 · Pion blanc sur case blanche e4 · Pion blanc sur case blanche g4 · Pion blanc sur case blanche b3 · Pion blanc sur case blanche d3 · Fou blanc sur case blanche f3 · Pion blanc sur case blanche h3 · Pion blanc sur case blanche c2 · Roi blanc sur case blanche e2 · Pion blanc sur case noire f2 · Dame blanche sur case blanche g2 · Cavalier blanc sur case blanche b1 · Fou blanc sur case noire c1 · Tour blanche sur case noire g1 · Tour blanche sur case blanche h1 | Tour noire sur case noire f8 · Roi noir sur case blanche g8 · Dame noire sur case blanche d7 · Cavalier noir sur case noire e7 · Pion noir sur case blanche f7 · Pion noir sur case noire g7 · Fou noir sur case noire b6 · Tour noire sur case blanche c6 · Fou noir sur case blanche e6 · Cavalier noir sur case noire f6 · Pion noir sur case noire h6 · Pion noir sur case noire a5 · Pion noir sur case noire e5 · Cavalier blanc sur case blanche f5 · Pion blanc sur case blanche a4 · Pion noir sur case noire b4 · Pion noir sur case blanche c4 · Pion noir sur case noire d4 · Pion blanc sur case blanche e4 · Pion blanc sur case blanche g4 · Pion blanc sur case blanche b3 · Pion blanc sur case blanche d3 · Fou blanc sur case blanche f3 · Pion blanc sur case blanche h3 · Pion blanc sur case blanche c2 · Roi blanc sur case blanche e2 · Pion blanc sur case noire f2 · Dame blanche sur case blanche g2 · Cavalier blanc sur case blanche b1 · Fou blanc sur case noire c1 · Tour blanche sur case noire g1 · Tour blanche sur case blanche h1 | 7 |
| 6 | Tour noire sur case noire f8 · Roi noir sur case blanche g8 · Dame noire sur case blanche d7 · Cavalier noir sur case noire e7 · Pion noir sur case blanche f7 · Pion noir sur case noire g7 · Fou noir sur case noire b6 · Tour noire sur case blanche c6 · Fou noir sur case blanche e6 · Cavalier noir sur case noire f6 · Pion noir sur case noire h6 · Pion noir sur case noire a5 · Pion noir sur case noire e5 · Cavalier blanc sur case blanche f5 · Pion blanc sur case blanche a4 · Pion noir sur case noire b4 · Pion noir sur case blanche c4 · Pion noir sur case noire d4 · Pion blanc sur case blanche e4 · Pion blanc sur case blanche g4 · Pion blanc sur case blanche b3 · Pion blanc sur case blanche d3 · Fou blanc sur case blanche f3 · Pion blanc sur case blanche h3 · Pion blanc sur case blanche c2 · Roi blanc sur case blanche e2 · Pion blanc sur case noire f2 · Dame blanche sur case blanche g2 · Cavalier blanc sur case blanche b1 · Fou blanc sur case noire c1 · Tour blanche sur case noire g1 · Tour blanche sur case blanche h1 | Tour noire sur case noire f8 · Roi noir sur case blanche g8 · Dame noire sur case blanche d7 · Cavalier noir sur case noire e7 · Pion noir sur case blanche f7 · Pion noir sur case noire g7 · Fou noir sur case noire b6 · Tour noire sur case blanche c6 · Fou noir sur case blanche e6 · Cavalier noir sur case noire f6 · Pion noir sur case noire h6 · Pion noir sur case noire a5 · Pion noir sur case noire e5 · Cavalier blanc sur case blanche f5 · Pion blanc sur case blanche a4 · Pion noir sur case noire b4 · Pion noir sur case blanche c4 · Pion noir sur case noire d4 · Pion blanc sur case blanche e4 · Pion blanc sur case blanche g4 · Pion blanc sur case blanche b3 · Pion blanc sur case blanche d3 · Fou blanc sur case blanche f3 · Pion blanc sur case blanche h3 · Pion blanc sur case blanche c2 · Roi blanc sur case blanche e2 · Pion blanc sur case noire f2 · Dame blanche sur case blanche g2 · Cavalier blanc sur case blanche b1 · Fou blanc sur case noire c1 · Tour blanche sur case noire g1 · Tour blanche sur case blanche h1 | Tour noire sur case noire f8 · Roi noir sur case blanche g8 · Dame noire sur case blanche d7 · Cavalier noir sur case noire e7 · Pion noir sur case blanche f7 · Pion noir sur case noire g7 · Fou noir sur case noire b6 · Tour noire sur case blanche c6 · Fou noir sur case blanche e6 · Cavalier noir sur case noire f6 · Pion noir sur case noire h6 · Pion noir sur case noire a5 · Pion noir sur case noire e5 · Cavalier blanc sur case blanche f5 · Pion blanc sur case blanche a4 · Pion noir sur case noire b4 · Pion noir sur case blanche c4 · Pion noir sur case noire d4 · Pion blanc sur case blanche e4 · Pion blanc sur case blanche g4 · Pion blanc sur case blanche b3 · Pion blanc sur case blanche d3 · Fou blanc sur case blanche f3 · Pion blanc sur case blanche h3 · Pion blanc sur case blanche c2 · Roi blanc sur case blanche e2 · Pion blanc sur case noire f2 · Dame blanche sur case blanche g2 · Cavalier blanc sur case blanche b1 · Fou blanc sur case noire c1 · Tour blanche sur case noire g1 · Tour blanche sur case blanche h1 | Tour noire sur case noire f8 · Roi noir sur case blanche g8 · Dame noire sur case blanche d7 · Cavalier noir sur case noire e7 · Pion noir sur case blanche f7 · Pion noir sur case noire g7 · Fou noir sur case noire b6 · Tour noire sur case blanche c6 · Fou noir sur case blanche e6 · Cavalier noir sur case noire f6 · Pion noir sur case noire h6 · Pion noir sur case noire a5 · Pion noir sur case noire e5 · Cavalier blanc sur case blanche f5 · Pion blanc sur case blanche a4 · Pion noir sur case noire b4 · Pion noir sur case blanche c4 · Pion noir sur case noire d4 · Pion blanc sur case blanche e4 · Pion blanc sur case blanche g4 · Pion blanc sur case blanche b3 · Pion blanc sur case blanche d3 · Fou blanc sur case blanche f3 · Pion blanc sur case blanche h3 · Pion blanc sur case blanche c2 · Roi blanc sur case blanche e2 · Pion blanc sur case noire f2 · Dame blanche sur case blanche g2 · Cavalier blanc sur case blanche b1 · Fou blanc sur case noire c1 · Tour blanche sur case noire g1 · Tour blanche sur case blanche h1 | Tour noire sur case noire f8 · Roi noir sur case blanche g8 · Dame noire sur case blanche d7 · Cavalier noir sur case noire e7 · Pion noir sur case blanche f7 · Pion noir sur case noire g7 · Fou noir sur case noire b6 · Tour noire sur case blanche c6 · Fou noir sur case blanche e6 · Cavalier noir sur case noire f6 · Pion noir sur case noire h6 · Pion noir sur case noire a5 · Pion noir sur case noire e5 · Cavalier blanc sur case blanche f5 · Pion blanc sur case blanche a4 · Pion noir sur case noire b4 · Pion noir sur case blanche c4 · Pion noir sur case noire d4 · Pion blanc sur case blanche e4 · Pion blanc sur case blanche g4 · Pion blanc sur case blanche b3 · Pion blanc sur case blanche d3 · Fou blanc sur case blanche f3 · Pion blanc sur case blanche h3 · Pion blanc sur case blanche c2 · Roi blanc sur case blanche e2 · Pion blanc sur case noire f2 · Dame blanche sur case blanche g2 · Cavalier blanc sur case blanche b1 · Fou blanc sur case noire c1 · Tour blanche sur case noire g1 · Tour blanche sur case blanche h1 | Tour noire sur case noire f8 · Roi noir sur case blanche g8 · Dame noire sur case blanche d7 · Cavalier noir sur case noire e7 · Pion noir sur case blanche f7 · Pion noir sur case noire g7 · Fou noir sur case noire b6 · Tour noire sur case blanche c6 · Fou noir sur case blanche e6 · Cavalier noir sur case noire f6 · Pion noir sur case noire h6 · Pion noir sur case noire a5 · Pion noir sur case noire e5 · Cavalier blanc sur case blanche f5 · Pion blanc sur case blanche a4 · Pion noir sur case noire b4 · Pion noir sur case blanche c4 · Pion noir sur case noire d4 · Pion blanc sur case blanche e4 · Pion blanc sur case blanche g4 · Pion blanc sur case blanche b3 · Pion blanc sur case blanche d3 · Fou blanc sur case blanche f3 · Pion blanc sur case blanche h3 · Pion blanc sur case blanche c2 · Roi blanc sur case blanche e2 · Pion blanc sur case noire f2 · Dame blanche sur case blanche g2 · Cavalier blanc sur case blanche b1 · Fou blanc sur case noire c1 · Tour blanche sur case noire g1 · Tour blanche sur case blanche h1 | Tour noire sur case noire f8 · Roi noir sur case blanche g8 · Dame noire sur case blanche d7 · Cavalier noir sur case noire e7 · Pion noir sur case blanche f7 · Pion noir sur case noire g7 · Fou noir sur case noire b6 · Tour noire sur case blanche c6 · Fou noir sur case blanche e6 · Cavalier noir sur case noire f6 · Pion noir sur case noire h6 · Pion noir sur case noire a5 · Pion noir sur case noire e5 · Cavalier blanc sur case blanche f5 · Pion blanc sur case blanche a4 · Pion noir sur case noire b4 · Pion noir sur case blanche c4 · Pion noir sur case noire d4 · Pion blanc sur case blanche e4 · Pion blanc sur case blanche g4 · Pion blanc sur case blanche b3 · Pion blanc sur case blanche d3 · Fou blanc sur case blanche f3 · Pion blanc sur case blanche h3 · Pion blanc sur case blanche c2 · Roi blanc sur case blanche e2 · Pion blanc sur case noire f2 · Dame blanche sur case blanche g2 · Cavalier blanc sur case blanche b1 · Fou blanc sur case noire c1 · Tour blanche sur case noire g1 · Tour blanche sur case blanche h1 | Tour noire sur case noire f8 · Roi noir sur case blanche g8 · Dame noire sur case blanche d7 · Cavalier noir sur case noire e7 · Pion noir sur case blanche f7 · Pion noir sur case noire g7 · Fou noir sur case noire b6 · Tour noire sur case blanche c6 · Fou noir sur case blanche e6 · Cavalier noir sur case noire f6 · Pion noir sur case noire h6 · Pion noir sur case noire a5 · Pion noir sur case noire e5 · Cavalier blanc sur case blanche f5 · Pion blanc sur case blanche a4 · Pion noir sur case noire b4 · Pion noir sur case blanche c4 · Pion noir sur case noire d4 · Pion blanc sur case blanche e4 · Pion blanc sur case blanche g4 · Pion blanc sur case blanche b3 · Pion blanc sur case blanche d3 · Fou blanc sur case blanche f3 · Pion blanc sur case blanche h3 · Pion blanc sur case blanche c2 · Roi blanc sur case blanche e2 · Pion blanc sur case noire f2 · Dame blanche sur case blanche g2 · Cavalier blanc sur case blanche b1 · Fou blanc sur case noire c1 · Tour blanche sur case noire g1 · Tour blanche sur case blanche h1 | 6 |
| 5 | Tour noire sur case noire f8 · Roi noir sur case blanche g8 · Dame noire sur case blanche d7 · Cavalier noir sur case noire e7 · Pion noir sur case blanche f7 · Pion noir sur case noire g7 · Fou noir sur case noire b6 · Tour noire sur case blanche c6 · Fou noir sur case blanche e6 · Cavalier noir sur case noire f6 · Pion noir sur case noire h6 · Pion noir sur case noire a5 · Pion noir sur case noire e5 · Cavalier blanc sur case blanche f5 · Pion blanc sur case blanche a4 · Pion noir sur case noire b4 · Pion noir sur case blanche c4 · Pion noir sur case noire d4 · Pion blanc sur case blanche e4 · Pion blanc sur case blanche g4 · Pion blanc sur case blanche b3 · Pion blanc sur case blanche d3 · Fou blanc sur case blanche f3 · Pion blanc sur case blanche h3 · Pion blanc sur case blanche c2 · Roi blanc sur case blanche e2 · Pion blanc sur case noire f2 · Dame blanche sur case blanche g2 · Cavalier blanc sur case blanche b1 · Fou blanc sur case noire c1 · Tour blanche sur case noire g1 · Tour blanche sur case blanche h1 | Tour noire sur case noire f8 · Roi noir sur case blanche g8 · Dame noire sur case blanche d7 · Cavalier noir sur case noire e7 · Pion noir sur case blanche f7 · Pion noir sur case noire g7 · Fou noir sur case noire b6 · Tour noire sur case blanche c6 · Fou noir sur case blanche e6 · Cavalier noir sur case noire f6 · Pion noir sur case noire h6 · Pion noir sur case noire a5 · Pion noir sur case noire e5 · Cavalier blanc sur case blanche f5 · Pion blanc sur case blanche a4 · Pion noir sur case noire b4 · Pion noir sur case blanche c4 · Pion noir sur case noire d4 · Pion blanc sur case blanche e4 · Pion blanc sur case blanche g4 · Pion blanc sur case blanche b3 · Pion blanc sur case blanche d3 · Fou blanc sur case blanche f3 · Pion blanc sur case blanche h3 · Pion blanc sur case blanche c2 · Roi blanc sur case blanche e2 · Pion blanc sur case noire f2 · Dame blanche sur case blanche g2 · Cavalier blanc sur case blanche b1 · Fou blanc sur case noire c1 · Tour blanche sur case noire g1 · Tour blanche sur case blanche h1 | Tour noire sur case noire f8 · Roi noir sur case blanche g8 · Dame noire sur case blanche d7 · Cavalier noir sur case noire e7 · Pion noir sur case blanche f7 · Pion noir sur case noire g7 · Fou noir sur case noire b6 · Tour noire sur case blanche c6 · Fou noir sur case blanche e6 · Cavalier noir sur case noire f6 · Pion noir sur case noire h6 · Pion noir sur case noire a5 · Pion noir sur case noire e5 · Cavalier blanc sur case blanche f5 · Pion blanc sur case blanche a4 · Pion noir sur case noire b4 · Pion noir sur case blanche c4 · Pion noir sur case noire d4 · Pion blanc sur case blanche e4 · Pion blanc sur case blanche g4 · Pion blanc sur case blanche b3 · Pion blanc sur case blanche d3 · Fou blanc sur case blanche f3 · Pion blanc sur case blanche h3 · Pion blanc sur case blanche c2 · Roi blanc sur case blanche e2 · Pion blanc sur case noire f2 · Dame blanche sur case blanche g2 · Cavalier blanc sur case blanche b1 · Fou blanc sur case noire c1 · Tour blanche sur case noire g1 · Tour blanche sur case blanche h1 | Tour noire sur case noire f8 · Roi noir sur case blanche g8 · Dame noire sur case blanche d7 · Cavalier noir sur case noire e7 · Pion noir sur case blanche f7 · Pion noir sur case noire g7 · Fou noir sur case noire b6 · Tour noire sur case blanche c6 · Fou noir sur case blanche e6 · Cavalier noir sur case noire f6 · Pion noir sur case noire h6 · Pion noir sur case noire a5 · Pion noir sur case noire e5 · Cavalier blanc sur case blanche f5 · Pion blanc sur case blanche a4 · Pion noir sur case noire b4 · Pion noir sur case blanche c4 · Pion noir sur case noire d4 · Pion blanc sur case blanche e4 · Pion blanc sur case blanche g4 · Pion blanc sur case blanche b3 · Pion blanc sur case blanche d3 · Fou blanc sur case blanche f3 · Pion blanc sur case blanche h3 · Pion blanc sur case blanche c2 · Roi blanc sur case blanche e2 · Pion blanc sur case noire f2 · Dame blanche sur case blanche g2 · Cavalier blanc sur case blanche b1 · Fou blanc sur case noire c1 · Tour blanche sur case noire g1 · Tour blanche sur case blanche h1 | Tour noire sur case noire f8 · Roi noir sur case blanche g8 · Dame noire sur case blanche d7 · Cavalier noir sur case noire e7 · Pion noir sur case blanche f7 · Pion noir sur case noire g7 · Fou noir sur case noire b6 · Tour noire sur case blanche c6 · Fou noir sur case blanche e6 · Cavalier noir sur case noire f6 · Pion noir sur case noire h6 · Pion noir sur case noire a5 · Pion noir sur case noire e5 · Cavalier blanc sur case blanche f5 · Pion blanc sur case blanche a4 · Pion noir sur case noire b4 · Pion noir sur case blanche c4 · Pion noir sur case noire d4 · Pion blanc sur case blanche e4 · Pion blanc sur case blanche g4 · Pion blanc sur case blanche b3 · Pion blanc sur case blanche d3 · Fou blanc sur case blanche f3 · Pion blanc sur case blanche h3 · Pion blanc sur case blanche c2 · Roi blanc sur case blanche e2 · Pion blanc sur case noire f2 · Dame blanche sur case blanche g2 · Cavalier blanc sur case blanche b1 · Fou blanc sur case noire c1 · Tour blanche sur case noire g1 · Tour blanche sur case blanche h1 | Tour noire sur case noire f8 · Roi noir sur case blanche g8 · Dame noire sur case blanche d7 · Cavalier noir sur case noire e7 · Pion noir sur case blanche f7 · Pion noir sur case noire g7 · Fou noir sur case noire b6 · Tour noire sur case blanche c6 · Fou noir sur case blanche e6 · Cavalier noir sur case noire f6 · Pion noir sur case noire h6 · Pion noir sur case noire a5 · Pion noir sur case noire e5 · Cavalier blanc sur case blanche f5 · Pion blanc sur case blanche a4 · Pion noir sur case noire b4 · Pion noir sur case blanche c4 · Pion noir sur case noire d4 · Pion blanc sur case blanche e4 · Pion blanc sur case blanche g4 · Pion blanc sur case blanche b3 · Pion blanc sur case blanche d3 · Fou blanc sur case blanche f3 · Pion blanc sur case blanche h3 · Pion blanc sur case blanche c2 · Roi blanc sur case blanche e2 · Pion blanc sur case noire f2 · Dame blanche sur case blanche g2 · Cavalier blanc sur case blanche b1 · Fou blanc sur case noire c1 · Tour blanche sur case noire g1 · Tour blanche sur case blanche h1 | Tour noire sur case noire f8 · Roi noir sur case blanche g8 · Dame noire sur case blanche d7 · Cavalier noir sur case noire e7 · Pion noir sur case blanche f7 · Pion noir sur case noire g7 · Fou noir sur case noire b6 · Tour noire sur case blanche c6 · Fou noir sur case blanche e6 · Cavalier noir sur case noire f6 · Pion noir sur case noire h6 · Pion noir sur case noire a5 · Pion noir sur case noire e5 · Cavalier blanc sur case blanche f5 · Pion blanc sur case blanche a4 · Pion noir sur case noire b4 · Pion noir sur case blanche c4 · Pion noir sur case noire d4 · Pion blanc sur case blanche e4 · Pion blanc sur case blanche g4 · Pion blanc sur case blanche b3 · Pion blanc sur case blanche d3 · Fou blanc sur case blanche f3 · Pion blanc sur case blanche h3 · Pion blanc sur case blanche c2 · Roi blanc sur case blanche e2 · Pion blanc sur case noire f2 · Dame blanche sur case blanche g2 · Cavalier blanc sur case blanche b1 · Fou blanc sur case noire c1 · Tour blanche sur case noire g1 · Tour blanche sur case blanche h1 | Tour noire sur case noire f8 · Roi noir sur case blanche g8 · Dame noire sur case blanche d7 · Cavalier noir sur case noire e7 · Pion noir sur case blanche f7 · Pion noir sur case noire g7 · Fou noir sur case noire b6 · Tour noire sur case blanche c6 · Fou noir sur case blanche e6 · Cavalier noir sur case noire f6 · Pion noir sur case noire h6 · Pion noir sur case noire a5 · Pion noir sur case noire e5 · Cavalier blanc sur case blanche f5 · Pion blanc sur case blanche a4 · Pion noir sur case noire b4 · Pion noir sur case blanche c4 · Pion noir sur case noire d4 · Pion blanc sur case blanche e4 · Pion blanc sur case blanche g4 · Pion blanc sur case blanche b3 · Pion blanc sur case blanche d3 · Fou blanc sur case blanche f3 · Pion blanc sur case blanche h3 · Pion blanc sur case blanche c2 · Roi blanc sur case blanche e2 · Pion blanc sur case noire f2 · Dame blanche sur case blanche g2 · Cavalier blanc sur case blanche b1 · Fou blanc sur case noire c1 · Tour blanche sur case noire g1 · Tour blanche sur case blanche h1 | 5 |
| 4 | Tour noire sur case noire f8 · Roi noir sur case blanche g8 · Dame noire sur case blanche d7 · Cavalier noir sur case noire e7 · Pion noir sur case blanche f7 · Pion noir sur case noire g7 · Fou noir sur case noire b6 · Tour noire sur case blanche c6 · Fou noir sur case blanche e6 · Cavalier noir sur case noire f6 · Pion noir sur case noire h6 · Pion noir sur case noire a5 · Pion noir sur case noire e5 · Cavalier blanc sur case blanche f5 · Pion blanc sur case blanche a4 · Pion noir sur case noire b4 · Pion noir sur case blanche c4 · Pion noir sur case noire d4 · Pion blanc sur case blanche e4 · Pion blanc sur case blanche g4 · Pion blanc sur case blanche b3 · Pion blanc sur case blanche d3 · Fou blanc sur case blanche f3 · Pion blanc sur case blanche h3 · Pion blanc sur case blanche c2 · Roi blanc sur case blanche e2 · Pion blanc sur case noire f2 · Dame blanche sur case blanche g2 · Cavalier blanc sur case blanche b1 · Fou blanc sur case noire c1 · Tour blanche sur case noire g1 · Tour blanche sur case blanche h1 | Tour noire sur case noire f8 · Roi noir sur case blanche g8 · Dame noire sur case blanche d7 · Cavalier noir sur case noire e7 · Pion noir sur case blanche f7 · Pion noir sur case noire g7 · Fou noir sur case noire b6 · Tour noire sur case blanche c6 · Fou noir sur case blanche e6 · Cavalier noir sur case noire f6 · Pion noir sur case noire h6 · Pion noir sur case noire a5 · Pion noir sur case noire e5 · Cavalier blanc sur case blanche f5 · Pion blanc sur case blanche a4 · Pion noir sur case noire b4 · Pion noir sur case blanche c4 · Pion noir sur case noire d4 · Pion blanc sur case blanche e4 · Pion blanc sur case blanche g4 · Pion blanc sur case blanche b3 · Pion blanc sur case blanche d3 · Fou blanc sur case blanche f3 · Pion blanc sur case blanche h3 · Pion blanc sur case blanche c2 · Roi blanc sur case blanche e2 · Pion blanc sur case noire f2 · Dame blanche sur case blanche g2 · Cavalier blanc sur case blanche b1 · Fou blanc sur case noire c1 · Tour blanche sur case noire g1 · Tour blanche sur case blanche h1 | Tour noire sur case noire f8 · Roi noir sur case blanche g8 · Dame noire sur case blanche d7 · Cavalier noir sur case noire e7 · Pion noir sur case blanche f7 · Pion noir sur case noire g7 · Fou noir sur case noire b6 · Tour noire sur case blanche c6 · Fou noir sur case blanche e6 · Cavalier noir sur case noire f6 · Pion noir sur case noire h6 · Pion noir sur case noire a5 · Pion noir sur case noire e5 · Cavalier blanc sur case blanche f5 · Pion blanc sur case blanche a4 · Pion noir sur case noire b4 · Pion noir sur case blanche c4 · Pion noir sur case noire d4 · Pion blanc sur case blanche e4 · Pion blanc sur case blanche g4 · Pion blanc sur case blanche b3 · Pion blanc sur case blanche d3 · Fou blanc sur case blanche f3 · Pion blanc sur case blanche h3 · Pion blanc sur case blanche c2 · Roi blanc sur case blanche e2 · Pion blanc sur case noire f2 · Dame blanche sur case blanche g2 · Cavalier blanc sur case blanche b1 · Fou blanc sur case noire c1 · Tour blanche sur case noire g1 · Tour blanche sur case blanche h1 | Tour noire sur case noire f8 · Roi noir sur case blanche g8 · Dame noire sur case blanche d7 · Cavalier noir sur case noire e7 · Pion noir sur case blanche f7 · Pion noir sur case noire g7 · Fou noir sur case noire b6 · Tour noire sur case blanche c6 · Fou noir sur case blanche e6 · Cavalier noir sur case noire f6 · Pion noir sur case noire h6 · Pion noir sur case noire a5 · Pion noir sur case noire e5 · Cavalier blanc sur case blanche f5 · Pion blanc sur case blanche a4 · Pion noir sur case noire b4 · Pion noir sur case blanche c4 · Pion noir sur case noire d4 · Pion blanc sur case blanche e4 · Pion blanc sur case blanche g4 · Pion blanc sur case blanche b3 · Pion blanc sur case blanche d3 · Fou blanc sur case blanche f3 · Pion blanc sur case blanche h3 · Pion blanc sur case blanche c2 · Roi blanc sur case blanche e2 · Pion blanc sur case noire f2 · Dame blanche sur case blanche g2 · Cavalier blanc sur case blanche b1 · Fou blanc sur case noire c1 · Tour blanche sur case noire g1 · Tour blanche sur case blanche h1 | Tour noire sur case noire f8 · Roi noir sur case blanche g8 · Dame noire sur case blanche d7 · Cavalier noir sur case noire e7 · Pion noir sur case blanche f7 · Pion noir sur case noire g7 · Fou noir sur case noire b6 · Tour noire sur case blanche c6 · Fou noir sur case blanche e6 · Cavalier noir sur case noire f6 · Pion noir sur case noire h6 · Pion noir sur case noire a5 · Pion noir sur case noire e5 · Cavalier blanc sur case blanche f5 · Pion blanc sur case blanche a4 · Pion noir sur case noire b4 · Pion noir sur case blanche c4 · Pion noir sur case noire d4 · Pion blanc sur case blanche e4 · Pion blanc sur case blanche g4 · Pion blanc sur case blanche b3 · Pion blanc sur case blanche d3 · Fou blanc sur case blanche f3 · Pion blanc sur case blanche h3 · Pion blanc sur case blanche c2 · Roi blanc sur case blanche e2 · Pion blanc sur case noire f2 · Dame blanche sur case blanche g2 · Cavalier blanc sur case blanche b1 · Fou blanc sur case noire c1 · Tour blanche sur case noire g1 · Tour blanche sur case blanche h1 | Tour noire sur case noire f8 · Roi noir sur case blanche g8 · Dame noire sur case blanche d7 · Cavalier noir sur case noire e7 · Pion noir sur case blanche f7 · Pion noir sur case noire g7 · Fou noir sur case noire b6 · Tour noire sur case blanche c6 · Fou noir sur case blanche e6 · Cavalier noir sur case noire f6 · Pion noir sur case noire h6 · Pion noir sur case noire a5 · Pion noir sur case noire e5 · Cavalier blanc sur case blanche f5 · Pion blanc sur case blanche a4 · Pion noir sur case noire b4 · Pion noir sur case blanche c4 · Pion noir sur case noire d4 · Pion blanc sur case blanche e4 · Pion blanc sur case blanche g4 · Pion blanc sur case blanche b3 · Pion blanc sur case blanche d3 · Fou blanc sur case blanche f3 · Pion blanc sur case blanche h3 · Pion blanc sur case blanche c2 · Roi blanc sur case blanche e2 · Pion blanc sur case noire f2 · Dame blanche sur case blanche g2 · Cavalier blanc sur case blanche b1 · Fou blanc sur case noire c1 · Tour blanche sur case noire g1 · Tour blanche sur case blanche h1 | Tour noire sur case noire f8 · Roi noir sur case blanche g8 · Dame noire sur case blanche d7 · Cavalier noir sur case noire e7 · Pion noir sur case blanche f7 · Pion noir sur case noire g7 · Fou noir sur case noire b6 · Tour noire sur case blanche c6 · Fou noir sur case blanche e6 · Cavalier noir sur case noire f6 · Pion noir sur case noire h6 · Pion noir sur case noire a5 · Pion noir sur case noire e5 · Cavalier blanc sur case blanche f5 · Pion blanc sur case blanche a4 · Pion noir sur case noire b4 · Pion noir sur case blanche c4 · Pion noir sur case noire d4 · Pion blanc sur case blanche e4 · Pion blanc sur case blanche g4 · Pion blanc sur case blanche b3 · Pion blanc sur case blanche d3 · Fou blanc sur case blanche f3 · Pion blanc sur case blanche h3 · Pion blanc sur case blanche c2 · Roi blanc sur case blanche e2 · Pion blanc sur case noire f2 · Dame blanche sur case blanche g2 · Cavalier blanc sur case blanche b1 · Fou blanc sur case noire c1 · Tour blanche sur case noire g1 · Tour blanche sur case blanche h1 | Tour noire sur case noire f8 · Roi noir sur case blanche g8 · Dame noire sur case blanche d7 · Cavalier noir sur case noire e7 · Pion noir sur case blanche f7 · Pion noir sur case noire g7 · Fou noir sur case noire b6 · Tour noire sur case blanche c6 · Fou noir sur case blanche e6 · Cavalier noir sur case noire f6 · Pion noir sur case noire h6 · Pion noir sur case noire a5 · Pion noir sur case noire e5 · Cavalier blanc sur case blanche f5 · Pion blanc sur case blanche a4 · Pion noir sur case noire b4 · Pion noir sur case blanche c4 · Pion noir sur case noire d4 · Pion blanc sur case blanche e4 · Pion blanc sur case blanche g4 · Pion blanc sur case blanche b3 · Pion blanc sur case blanche d3 · Fou blanc sur case blanche f3 · Pion blanc sur case blanche h3 · Pion blanc sur case blanche c2 · Roi blanc sur case blanche e2 · Pion blanc sur case noire f2 · Dame blanche sur case blanche g2 · Cavalier blanc sur case blanche b1 · Fou blanc sur case noire c1 · Tour blanche sur case noire g1 · Tour blanche sur case blanche h1 | 4 |
| 3 | Tour noire sur case noire f8 · Roi noir sur case blanche g8 · Dame noire sur case blanche d7 · Cavalier noir sur case noire e7 · Pion noir sur case blanche f7 · Pion noir sur case noire g7 · Fou noir sur case noire b6 · Tour noire sur case blanche c6 · Fou noir sur case blanche e6 · Cavalier noir sur case noire f6 · Pion noir sur case noire h6 · Pion noir sur case noire a5 · Pion noir sur case noire e5 · Cavalier blanc sur case blanche f5 · Pion blanc sur case blanche a4 · Pion noir sur case noire b4 · Pion noir sur case blanche c4 · Pion noir sur case noire d4 · Pion blanc sur case blanche e4 · Pion blanc sur case blanche g4 · Pion blanc sur case blanche b3 · Pion blanc sur case blanche d3 · Fou blanc sur case blanche f3 · Pion blanc sur case blanche h3 · Pion blanc sur case blanche c2 · Roi blanc sur case blanche e2 · Pion blanc sur case noire f2 · Dame blanche sur case blanche g2 · Cavalier blanc sur case blanche b1 · Fou blanc sur case noire c1 · Tour blanche sur case noire g1 · Tour blanche sur case blanche h1 | Tour noire sur case noire f8 · Roi noir sur case blanche g8 · Dame noire sur case blanche d7 · Cavalier noir sur case noire e7 · Pion noir sur case blanche f7 · Pion noir sur case noire g7 · Fou noir sur case noire b6 · Tour noire sur case blanche c6 · Fou noir sur case blanche e6 · Cavalier noir sur case noire f6 · Pion noir sur case noire h6 · Pion noir sur case noire a5 · Pion noir sur case noire e5 · Cavalier blanc sur case blanche f5 · Pion blanc sur case blanche a4 · Pion noir sur case noire b4 · Pion noir sur case blanche c4 · Pion noir sur case noire d4 · Pion blanc sur case blanche e4 · Pion blanc sur case blanche g4 · Pion blanc sur case blanche b3 · Pion blanc sur case blanche d3 · Fou blanc sur case blanche f3 · Pion blanc sur case blanche h3 · Pion blanc sur case blanche c2 · Roi blanc sur case blanche e2 · Pion blanc sur case noire f2 · Dame blanche sur case blanche g2 · Cavalier blanc sur case blanche b1 · Fou blanc sur case noire c1 · Tour blanche sur case noire g1 · Tour blanche sur case blanche h1 | Tour noire sur case noire f8 · Roi noir sur case blanche g8 · Dame noire sur case blanche d7 · Cavalier noir sur case noire e7 · Pion noir sur case blanche f7 · Pion noir sur case noire g7 · Fou noir sur case noire b6 · Tour noire sur case blanche c6 · Fou noir sur case blanche e6 · Cavalier noir sur case noire f6 · Pion noir sur case noire h6 · Pion noir sur case noire a5 · Pion noir sur case noire e5 · Cavalier blanc sur case blanche f5 · Pion blanc sur case blanche a4 · Pion noir sur case noire b4 · Pion noir sur case blanche c4 · Pion noir sur case noire d4 · Pion blanc sur case blanche e4 · Pion blanc sur case blanche g4 · Pion blanc sur case blanche b3 · Pion blanc sur case blanche d3 · Fou blanc sur case blanche f3 · Pion blanc sur case blanche h3 · Pion blanc sur case blanche c2 · Roi blanc sur case blanche e2 · Pion blanc sur case noire f2 · Dame blanche sur case blanche g2 · Cavalier blanc sur case blanche b1 · Fou blanc sur case noire c1 · Tour blanche sur case noire g1 · Tour blanche sur case blanche h1 | Tour noire sur case noire f8 · Roi noir sur case blanche g8 · Dame noire sur case blanche d7 · Cavalier noir sur case noire e7 · Pion noir sur case blanche f7 · Pion noir sur case noire g7 · Fou noir sur case noire b6 · Tour noire sur case blanche c6 · Fou noir sur case blanche e6 · Cavalier noir sur case noire f6 · Pion noir sur case noire h6 · Pion noir sur case noire a5 · Pion noir sur case noire e5 · Cavalier blanc sur case blanche f5 · Pion blanc sur case blanche a4 · Pion noir sur case noire b4 · Pion noir sur case blanche c4 · Pion noir sur case noire d4 · Pion blanc sur case blanche e4 · Pion blanc sur case blanche g4 · Pion blanc sur case blanche b3 · Pion blanc sur case blanche d3 · Fou blanc sur case blanche f3 · Pion blanc sur case blanche h3 · Pion blanc sur case blanche c2 · Roi blanc sur case blanche e2 · Pion blanc sur case noire f2 · Dame blanche sur case blanche g2 · Cavalier blanc sur case blanche b1 · Fou blanc sur case noire c1 · Tour blanche sur case noire g1 · Tour blanche sur case blanche h1 | Tour noire sur case noire f8 · Roi noir sur case blanche g8 · Dame noire sur case blanche d7 · Cavalier noir sur case noire e7 · Pion noir sur case blanche f7 · Pion noir sur case noire g7 · Fou noir sur case noire b6 · Tour noire sur case blanche c6 · Fou noir sur case blanche e6 · Cavalier noir sur case noire f6 · Pion noir sur case noire h6 · Pion noir sur case noire a5 · Pion noir sur case noire e5 · Cavalier blanc sur case blanche f5 · Pion blanc sur case blanche a4 · Pion noir sur case noire b4 · Pion noir sur case blanche c4 · Pion noir sur case noire d4 · Pion blanc sur case blanche e4 · Pion blanc sur case blanche g4 · Pion blanc sur case blanche b3 · Pion blanc sur case blanche d3 · Fou blanc sur case blanche f3 · Pion blanc sur case blanche h3 · Pion blanc sur case blanche c2 · Roi blanc sur case blanche e2 · Pion blanc sur case noire f2 · Dame blanche sur case blanche g2 · Cavalier blanc sur case blanche b1 · Fou blanc sur case noire c1 · Tour blanche sur case noire g1 · Tour blanche sur case blanche h1 | Tour noire sur case noire f8 · Roi noir sur case blanche g8 · Dame noire sur case blanche d7 · Cavalier noir sur case noire e7 · Pion noir sur case blanche f7 · Pion noir sur case noire g7 · Fou noir sur case noire b6 · Tour noire sur case blanche c6 · Fou noir sur case blanche e6 · Cavalier noir sur case noire f6 · Pion noir sur case noire h6 · Pion noir sur case noire a5 · Pion noir sur case noire e5 · Cavalier blanc sur case blanche f5 · Pion blanc sur case blanche a4 · Pion noir sur case noire b4 · Pion noir sur case blanche c4 · Pion noir sur case noire d4 · Pion blanc sur case blanche e4 · Pion blanc sur case blanche g4 · Pion blanc sur case blanche b3 · Pion blanc sur case blanche d3 · Fou blanc sur case blanche f3 · Pion blanc sur case blanche h3 · Pion blanc sur case blanche c2 · Roi blanc sur case blanche e2 · Pion blanc sur case noire f2 · Dame blanche sur case blanche g2 · Cavalier blanc sur case blanche b1 · Fou blanc sur case noire c1 · Tour blanche sur case noire g1 · Tour blanche sur case blanche h1 | Tour noire sur case noire f8 · Roi noir sur case blanche g8 · Dame noire sur case blanche d7 · Cavalier noir sur case noire e7 · Pion noir sur case blanche f7 · Pion noir sur case noire g7 · Fou noir sur case noire b6 · Tour noire sur case blanche c6 · Fou noir sur case blanche e6 · Cavalier noir sur case noire f6 · Pion noir sur case noire h6 · Pion noir sur case noire a5 · Pion noir sur case noire e5 · Cavalier blanc sur case blanche f5 · Pion blanc sur case blanche a4 · Pion noir sur case noire b4 · Pion noir sur case blanche c4 · Pion noir sur case noire d4 · Pion blanc sur case blanche e4 · Pion blanc sur case blanche g4 · Pion blanc sur case blanche b3 · Pion blanc sur case blanche d3 · Fou blanc sur case blanche f3 · Pion blanc sur case blanche h3 · Pion blanc sur case blanche c2 · Roi blanc sur case blanche e2 · Pion blanc sur case noire f2 · Dame blanche sur case blanche g2 · Cavalier blanc sur case blanche b1 · Fou blanc sur case noire c1 · Tour blanche sur case noire g1 · Tour blanche sur case blanche h1 | Tour noire sur case noire f8 · Roi noir sur case blanche g8 · Dame noire sur case blanche d7 · Cavalier noir sur case noire e7 · Pion noir sur case blanche f7 · Pion noir sur case noire g7 · Fou noir sur case noire b6 · Tour noire sur case blanche c6 · Fou noir sur case blanche e6 · Cavalier noir sur case noire f6 · Pion noir sur case noire h6 · Pion noir sur case noire a5 · Pion noir sur case noire e5 · Cavalier blanc sur case blanche f5 · Pion blanc sur case blanche a4 · Pion noir sur case noire b4 · Pion noir sur case blanche c4 · Pion noir sur case noire d4 · Pion blanc sur case blanche e4 · Pion blanc sur case blanche g4 · Pion blanc sur case blanche b3 · Pion blanc sur case blanche d3 · Fou blanc sur case blanche f3 · Pion blanc sur case blanche h3 · Pion blanc sur case blanche c2 · Roi blanc sur case blanche e2 · Pion blanc sur case noire f2 · Dame blanche sur case blanche g2 · Cavalier blanc sur case blanche b1 · Fou blanc sur case noire c1 · Tour blanche sur case noire g1 · Tour blanche sur case blanche h1 | 3 |
| 2 | Tour noire sur case noire f8 · Roi noir sur case blanche g8 · Dame noire sur case blanche d7 · Cavalier noir sur case noire e7 · Pion noir sur case blanche f7 · Pion noir sur case noire g7 · Fou noir sur case noire b6 · Tour noire sur case blanche c6 · Fou noir sur case blanche e6 · Cavalier noir sur case noire f6 · Pion noir sur case noire h6 · Pion noir sur case noire a5 · Pion noir sur case noire e5 · Cavalier blanc sur case blanche f5 · Pion blanc sur case blanche a4 · Pion noir sur case noire b4 · Pion noir sur case blanche c4 · Pion noir sur case noire d4 · Pion blanc sur case blanche e4 · Pion blanc sur case blanche g4 · Pion blanc sur case blanche b3 · Pion blanc sur case blanche d3 · Fou blanc sur case blanche f3 · Pion blanc sur case blanche h3 · Pion blanc sur case blanche c2 · Roi blanc sur case blanche e2 · Pion blanc sur case noire f2 · Dame blanche sur case blanche g2 · Cavalier blanc sur case blanche b1 · Fou blanc sur case noire c1 · Tour blanche sur case noire g1 · Tour blanche sur case blanche h1 | Tour noire sur case noire f8 · Roi noir sur case blanche g8 · Dame noire sur case blanche d7 · Cavalier noir sur case noire e7 · Pion noir sur case blanche f7 · Pion noir sur case noire g7 · Fou noir sur case noire b6 · Tour noire sur case blanche c6 · Fou noir sur case blanche e6 · Cavalier noir sur case noire f6 · Pion noir sur case noire h6 · Pion noir sur case noire a5 · Pion noir sur case noire e5 · Cavalier blanc sur case blanche f5 · Pion blanc sur case blanche a4 · Pion noir sur case noire b4 · Pion noir sur case blanche c4 · Pion noir sur case noire d4 · Pion blanc sur case blanche e4 · Pion blanc sur case blanche g4 · Pion blanc sur case blanche b3 · Pion blanc sur case blanche d3 · Fou blanc sur case blanche f3 · Pion blanc sur case blanche h3 · Pion blanc sur case blanche c2 · Roi blanc sur case blanche e2 · Pion blanc sur case noire f2 · Dame blanche sur case blanche g2 · Cavalier blanc sur case blanche b1 · Fou blanc sur case noire c1 · Tour blanche sur case noire g1 · Tour blanche sur case blanche h1 | Tour noire sur case noire f8 · Roi noir sur case blanche g8 · Dame noire sur case blanche d7 · Cavalier noir sur case noire e7 · Pion noir sur case blanche f7 · Pion noir sur case noire g7 · Fou noir sur case noire b6 · Tour noire sur case blanche c6 · Fou noir sur case blanche e6 · Cavalier noir sur case noire f6 · Pion noir sur case noire h6 · Pion noir sur case noire a5 · Pion noir sur case noire e5 · Cavalier blanc sur case blanche f5 · Pion blanc sur case blanche a4 · Pion noir sur case noire b4 · Pion noir sur case blanche c4 · Pion noir sur case noire d4 · Pion blanc sur case blanche e4 · Pion blanc sur case blanche g4 · Pion blanc sur case blanche b3 · Pion blanc sur case blanche d3 · Fou blanc sur case blanche f3 · Pion blanc sur case blanche h3 · Pion blanc sur case blanche c2 · Roi blanc sur case blanche e2 · Pion blanc sur case noire f2 · Dame blanche sur case blanche g2 · Cavalier blanc sur case blanche b1 · Fou blanc sur case noire c1 · Tour blanche sur case noire g1 · Tour blanche sur case blanche h1 | Tour noire sur case noire f8 · Roi noir sur case blanche g8 · Dame noire sur case blanche d7 · Cavalier noir sur case noire e7 · Pion noir sur case blanche f7 · Pion noir sur case noire g7 · Fou noir sur case noire b6 · Tour noire sur case blanche c6 · Fou noir sur case blanche e6 · Cavalier noir sur case noire f6 · Pion noir sur case noire h6 · Pion noir sur case noire a5 · Pion noir sur case noire e5 · Cavalier blanc sur case blanche f5 · Pion blanc sur case blanche a4 · Pion noir sur case noire b4 · Pion noir sur case blanche c4 · Pion noir sur case noire d4 · Pion blanc sur case blanche e4 · Pion blanc sur case blanche g4 · Pion blanc sur case blanche b3 · Pion blanc sur case blanche d3 · Fou blanc sur case blanche f3 · Pion blanc sur case blanche h3 · Pion blanc sur case blanche c2 · Roi blanc sur case blanche e2 · Pion blanc sur case noire f2 · Dame blanche sur case blanche g2 · Cavalier blanc sur case blanche b1 · Fou blanc sur case noire c1 · Tour blanche sur case noire g1 · Tour blanche sur case blanche h1 | Tour noire sur case noire f8 · Roi noir sur case blanche g8 · Dame noire sur case blanche d7 · Cavalier noir sur case noire e7 · Pion noir sur case blanche f7 · Pion noir sur case noire g7 · Fou noir sur case noire b6 · Tour noire sur case blanche c6 · Fou noir sur case blanche e6 · Cavalier noir sur case noire f6 · Pion noir sur case noire h6 · Pion noir sur case noire a5 · Pion noir sur case noire e5 · Cavalier blanc sur case blanche f5 · Pion blanc sur case blanche a4 · Pion noir sur case noire b4 · Pion noir sur case blanche c4 · Pion noir sur case noire d4 · Pion blanc sur case blanche e4 · Pion blanc sur case blanche g4 · Pion blanc sur case blanche b3 · Pion blanc sur case blanche d3 · Fou blanc sur case blanche f3 · Pion blanc sur case blanche h3 · Pion blanc sur case blanche c2 · Roi blanc sur case blanche e2 · Pion blanc sur case noire f2 · Dame blanche sur case blanche g2 · Cavalier blanc sur case blanche b1 · Fou blanc sur case noire c1 · Tour blanche sur case noire g1 · Tour blanche sur case blanche h1 | Tour noire sur case noire f8 · Roi noir sur case blanche g8 · Dame noire sur case blanche d7 · Cavalier noir sur case noire e7 · Pion noir sur case blanche f7 · Pion noir sur case noire g7 · Fou noir sur case noire b6 · Tour noire sur case blanche c6 · Fou noir sur case blanche e6 · Cavalier noir sur case noire f6 · Pion noir sur case noire h6 · Pion noir sur case noire a5 · Pion noir sur case noire e5 · Cavalier blanc sur case blanche f5 · Pion blanc sur case blanche a4 · Pion noir sur case noire b4 · Pion noir sur case blanche c4 · Pion noir sur case noire d4 · Pion blanc sur case blanche e4 · Pion blanc sur case blanche g4 · Pion blanc sur case blanche b3 · Pion blanc sur case blanche d3 · Fou blanc sur case blanche f3 · Pion blanc sur case blanche h3 · Pion blanc sur case blanche c2 · Roi blanc sur case blanche e2 · Pion blanc sur case noire f2 · Dame blanche sur case blanche g2 · Cavalier blanc sur case blanche b1 · Fou blanc sur case noire c1 · Tour blanche sur case noire g1 · Tour blanche sur case blanche h1 | Tour noire sur case noire f8 · Roi noir sur case blanche g8 · Dame noire sur case blanche d7 · Cavalier noir sur case noire e7 · Pion noir sur case blanche f7 · Pion noir sur case noire g7 · Fou noir sur case noire b6 · Tour noire sur case blanche c6 · Fou noir sur case blanche e6 · Cavalier noir sur case noire f6 · Pion noir sur case noire h6 · Pion noir sur case noire a5 · Pion noir sur case noire e5 · Cavalier blanc sur case blanche f5 · Pion blanc sur case blanche a4 · Pion noir sur case noire b4 · Pion noir sur case blanche c4 · Pion noir sur case noire d4 · Pion blanc sur case blanche e4 · Pion blanc sur case blanche g4 · Pion blanc sur case blanche b3 · Pion blanc sur case blanche d3 · Fou blanc sur case blanche f3 · Pion blanc sur case blanche h3 · Pion blanc sur case blanche c2 · Roi blanc sur case blanche e2 · Pion blanc sur case noire f2 · Dame blanche sur case blanche g2 · Cavalier blanc sur case blanche b1 · Fou blanc sur case noire c1 · Tour blanche sur case noire g1 · Tour blanche sur case blanche h1 | Tour noire sur case noire f8 · Roi noir sur case blanche g8 · Dame noire sur case blanche d7 · Cavalier noir sur case noire e7 · Pion noir sur case blanche f7 · Pion noir sur case noire g7 · Fou noir sur case noire b6 · Tour noire sur case blanche c6 · Fou noir sur case blanche e6 · Cavalier noir sur case noire f6 · Pion noir sur case noire h6 · Pion noir sur case noire a5 · Pion noir sur case noire e5 · Cavalier blanc sur case blanche f5 · Pion blanc sur case blanche a4 · Pion noir sur case noire b4 · Pion noir sur case blanche c4 · Pion noir sur case noire d4 · Pion blanc sur case blanche e4 · Pion blanc sur case blanche g4 · Pion blanc sur case blanche b3 · Pion blanc sur case blanche d3 · Fou blanc sur case blanche f3 · Pion blanc sur case blanche h3 · Pion blanc sur case blanche c2 · Roi blanc sur case blanche e2 · Pion blanc sur case noire f2 · Dame blanche sur case blanche g2 · Cavalier blanc sur case blanche b1 · Fou blanc sur case noire c1 · Tour blanche sur case noire g1 · Tour blanche sur case blanche h1 | 2 |
| 1 | Tour noire sur case noire f8 · Roi noir sur case blanche g8 · Dame noire sur case blanche d7 · Cavalier noir sur case noire e7 · Pion noir sur case blanche f7 · Pion noir sur case noire g7 · Fou noir sur case noire b6 · Tour noire sur case blanche c6 · Fou noir sur case blanche e6 · Cavalier noir sur case noire f6 · Pion noir sur case noire h6 · Pion noir sur case noire a5 · Pion noir sur case noire e5 · Cavalier blanc sur case blanche f5 · Pion blanc sur case blanche a4 · Pion noir sur case noire b4 · Pion noir sur case blanche c4 · Pion noir sur case noire d4 · Pion blanc sur case blanche e4 · Pion blanc sur case blanche g4 · Pion blanc sur case blanche b3 · Pion blanc sur case blanche d3 · Fou blanc sur case blanche f3 · Pion blanc sur case blanche h3 · Pion blanc sur case blanche c2 · Roi blanc sur case blanche e2 · Pion blanc sur case noire f2 · Dame blanche sur case blanche g2 · Cavalier blanc sur case blanche b1 · Fou blanc sur case noire c1 · Tour blanche sur case noire g1 · Tour blanche sur case blanche h1 | Tour noire sur case noire f8 · Roi noir sur case blanche g8 · Dame noire sur case blanche d7 · Cavalier noir sur case noire e7 · Pion noir sur case blanche f7 · Pion noir sur case noire g7 · Fou noir sur case noire b6 · Tour noire sur case blanche c6 · Fou noir sur case blanche e6 · Cavalier noir sur case noire f6 · Pion noir sur case noire h6 · Pion noir sur case noire a5 · Pion noir sur case noire e5 · Cavalier blanc sur case blanche f5 · Pion blanc sur case blanche a4 · Pion noir sur case noire b4 · Pion noir sur case blanche c4 · Pion noir sur case noire d4 · Pion blanc sur case blanche e4 · Pion blanc sur case blanche g4 · Pion blanc sur case blanche b3 · Pion blanc sur case blanche d3 · Fou blanc sur case blanche f3 · Pion blanc sur case blanche h3 · Pion blanc sur case blanche c2 · Roi blanc sur case blanche e2 · Pion blanc sur case noire f2 · Dame blanche sur case blanche g2 · Cavalier blanc sur case blanche b1 · Fou blanc sur case noire c1 · Tour blanche sur case noire g1 · Tour blanche sur case blanche h1 | Tour noire sur case noire f8 · Roi noir sur case blanche g8 · Dame noire sur case blanche d7 · Cavalier noir sur case noire e7 · Pion noir sur case blanche f7 · Pion noir sur case noire g7 · Fou noir sur case noire b6 · Tour noire sur case blanche c6 · Fou noir sur case blanche e6 · Cavalier noir sur case noire f6 · Pion noir sur case noire h6 · Pion noir sur case noire a5 · Pion noir sur case noire e5 · Cavalier blanc sur case blanche f5 · Pion blanc sur case blanche a4 · Pion noir sur case noire b4 · Pion noir sur case blanche c4 · Pion noir sur case noire d4 · Pion blanc sur case blanche e4 · Pion blanc sur case blanche g4 · Pion blanc sur case blanche b3 · Pion blanc sur case blanche d3 · Fou blanc sur case blanche f3 · Pion blanc sur case blanche h3 · Pion blanc sur case blanche c2 · Roi blanc sur case blanche e2 · Pion blanc sur case noire f2 · Dame blanche sur case blanche g2 · Cavalier blanc sur case blanche b1 · Fou blanc sur case noire c1 · Tour blanche sur case noire g1 · Tour blanche sur case blanche h1 | Tour noire sur case noire f8 · Roi noir sur case blanche g8 · Dame noire sur case blanche d7 · Cavalier noir sur case noire e7 · Pion noir sur case blanche f7 · Pion noir sur case noire g7 · Fou noir sur case noire b6 · Tour noire sur case blanche c6 · Fou noir sur case blanche e6 · Cavalier noir sur case noire f6 · Pion noir sur case noire h6 · Pion noir sur case noire a5 · Pion noir sur case noire e5 · Cavalier blanc sur case blanche f5 · Pion blanc sur case blanche a4 · Pion noir sur case noire b4 · Pion noir sur case blanche c4 · Pion noir sur case noire d4 · Pion blanc sur case blanche e4 · Pion blanc sur case blanche g4 · Pion blanc sur case blanche b3 · Pion blanc sur case blanche d3 · Fou blanc sur case blanche f3 · Pion blanc sur case blanche h3 · Pion blanc sur case blanche c2 · Roi blanc sur case blanche e2 · Pion blanc sur case noire f2 · Dame blanche sur case blanche g2 · Cavalier blanc sur case blanche b1 · Fou blanc sur case noire c1 · Tour blanche sur case noire g1 · Tour blanche sur case blanche h1 | Tour noire sur case noire f8 · Roi noir sur case blanche g8 · Dame noire sur case blanche d7 · Cavalier noir sur case noire e7 · Pion noir sur case blanche f7 · Pion noir sur case noire g7 · Fou noir sur case noire b6 · Tour noire sur case blanche c6 · Fou noir sur case blanche e6 · Cavalier noir sur case noire f6 · Pion noir sur case noire h6 · Pion noir sur case noire a5 · Pion noir sur case noire e5 · Cavalier blanc sur case blanche f5 · Pion blanc sur case blanche a4 · Pion noir sur case noire b4 · Pion noir sur case blanche c4 · Pion noir sur case noire d4 · Pion blanc sur case blanche e4 · Pion blanc sur case blanche g4 · Pion blanc sur case blanche b3 · Pion blanc sur case blanche d3 · Fou blanc sur case blanche f3 · Pion blanc sur case blanche h3 · Pion blanc sur case blanche c2 · Roi blanc sur case blanche e2 · Pion blanc sur case noire f2 · Dame blanche sur case blanche g2 · Cavalier blanc sur case blanche b1 · Fou blanc sur case noire c1 · Tour blanche sur case noire g1 · Tour blanche sur case blanche h1 | Tour noire sur case noire f8 · Roi noir sur case blanche g8 · Dame noire sur case blanche d7 · Cavalier noir sur case noire e7 · Pion noir sur case blanche f7 · Pion noir sur case noire g7 · Fou noir sur case noire b6 · Tour noire sur case blanche c6 · Fou noir sur case blanche e6 · Cavalier noir sur case noire f6 · Pion noir sur case noire h6 · Pion noir sur case noire a5 · Pion noir sur case noire e5 · Cavalier blanc sur case blanche f5 · Pion blanc sur case blanche a4 · Pion noir sur case noire b4 · Pion noir sur case blanche c4 · Pion noir sur case noire d4 · Pion blanc sur case blanche e4 · Pion blanc sur case blanche g4 · Pion blanc sur case blanche b3 · Pion blanc sur case blanche d3 · Fou blanc sur case blanche f3 · Pion blanc sur case blanche h3 · Pion blanc sur case blanche c2 · Roi blanc sur case blanche e2 · Pion blanc sur case noire f2 · Dame blanche sur case blanche g2 · Cavalier blanc sur case blanche b1 · Fou blanc sur case noire c1 · Tour blanche sur case noire g1 · Tour blanche sur case blanche h1 | Tour noire sur case noire f8 · Roi noir sur case blanche g8 · Dame noire sur case blanche d7 · Cavalier noir sur case noire e7 · Pion noir sur case blanche f7 · Pion noir sur case noire g7 · Fou noir sur case noire b6 · Tour noire sur case blanche c6 · Fou noir sur case blanche e6 · Cavalier noir sur case noire f6 · Pion noir sur case noire h6 · Pion noir sur case noire a5 · Pion noir sur case noire e5 · Cavalier blanc sur case blanche f5 · Pion blanc sur case blanche a4 · Pion noir sur case noire b4 · Pion noir sur case blanche c4 · Pion noir sur case noire d4 · Pion blanc sur case blanche e4 · Pion blanc sur case blanche g4 · Pion blanc sur case blanche b3 · Pion blanc sur case blanche d3 · Fou blanc sur case blanche f3 · Pion blanc sur case blanche h3 · Pion blanc sur case blanche c2 · Roi blanc sur case blanche e2 · Pion blanc sur case noire f2 · Dame blanche sur case blanche g2 · Cavalier blanc sur case blanche b1 · Fou blanc sur case noire c1 · Tour blanche sur case noire g1 · Tour blanche sur case blanche h1 | Tour noire sur case noire f8 · Roi noir sur case blanche g8 · Dame noire sur case blanche d7 · Cavalier noir sur case noire e7 · Pion noir sur case blanche f7 · Pion noir sur case noire g7 · Fou noir sur case noire b6 · Tour noire sur case blanche c6 · Fou noir sur case blanche e6 · Cavalier noir sur case noire f6 · Pion noir sur case noire h6 · Pion noir sur case noire a5 · Pion noir sur case noire e5 · Cavalier blanc sur case blanche f5 · Pion blanc sur case blanche a4 · Pion noir sur case noire b4 · Pion noir sur case blanche c4 · Pion noir sur case noire d4 · Pion blanc sur case blanche e4 · Pion blanc sur case blanche g4 · Pion blanc sur case blanche b3 · Pion blanc sur case blanche d3 · Fou blanc sur case blanche f3 · Pion blanc sur case blanche h3 · Pion blanc sur case blanche c2 · Roi blanc sur case blanche e2 · Pion blanc sur case noire f2 · Dame blanche sur case blanche g2 · Cavalier blanc sur case blanche b1 · Fou blanc sur case noire c1 · Tour blanche sur case noire g1 · Tour blanche sur case blanche h1 | 1 |
|   | a | b | c | d | e | f | g | h |   |

L'objectif affiché de la méthode est ambitieux : gagner, ou au pire, faire nulle. Pour ce faire, le plan consiste à attendre que l'adversaire pousse ses pions centraux dans le but d’ouvrir la position en les échangeant, et de refuser les échanges en poussant les siens pour bloquer la position. Et finalement d’amener ses pièces sur l'aile (non bloquée) où a roqué le roi adverse. Il faudra alors sacrifier sur cette aile une ou plusieurs pièces pour enlever sa protection de pions au roi adverse et le mater,.
Si l'adversaire cherche à percer avec ses pions à l'aile où il n'a pas roqué (sur la colonne c ou la colonne f), la méthode Ruiz consiste à bloquer cette aile en avançant l'un de ses pions au lieu de prendre le pion adverse. Si l'adversaire se contente d'un centre bloqué, Ruiz préconise de jouer des coups de va-et-vient avec son propre roi. Ruiz proscrit le roque car le centre est bloqué, ce qui protège le roi, qu'on doit en général jouer en e2 ou en d2 pour permettre aux tours de se déplacer librement.

## Performance
Quasiment tous les joueurs de haut niveau qui adoptent la structure de pions décrite ci-dessus choisissent de roquer, tel Fabien Libiszewski et ce même dans une partie qu'il intitule méthode Ruiz,,. Même G. Ruiz, dans sa dernière partie connue, a adopté une défense hippopotame et a roqué :
Anonyme - G. Ruiz, Madrid, 2010
1. d4 e6 2. e4 d6 (contrairement à ses recommandations, G.R ne joue pas 2...a6 pour empêcher 3.Fb5, sûrement de peur de 3.e5?.) 3. Cc3 a6 4. Cf3 h6 5. Fc4 Cd7 6. 0-0 De7 7. Ff4 b6 8. b3 Fb7 9. a4 a5 10. Fb5 0-0-0 11. d5 e5 12. Fe3 De8 13. h3 Fe7 14. Dd3 Ff6?? (14...f5!) 15. Dc4 (15. b4! et si 15...axb4 16. a5) 15...Ce7 16. Fxb6?? (16. b4! Rb8 17. bxa5) 16...Cxb6 17. Fxe8? (17. De2!) Cxc4 18. Fxf7 Cb6 19. Fe6+ Rb8 20. Cb5 c6 21. dxc6 Fxc6 22. Tae1 Fxb5 23. axb5 a4 24. bxa4 Cxa4 25. c4 Cg6 26. Ff5 Cf4 27. Tb1 Tde8 28. Tfe1 g6 29. Fg4 h5 30. Fd7 Te7 31. Fc6 g5 32. Tf1 g4 33. hxg4 hxg4 34. Ch2 Cc3 35. Ta1 Cce2+ 36. Rh1 Txh2+ 37. Rxh2 Th7# 0-1.
Contrairement à ses affirmations,, sa méthode ne gagne donc pas ou n'annule pas à coup sûr. En effet, dans la partie ci-dessus, G. Ruiz a été extrêmement chanceux que son adversaire joue 16. Fxb6??, qui plus est suivi du coup douteux 17. Fxe8? car après 14...Ff6??, il était totalement perdant sur 15. b4!.

## Adaptations
livres
- La méthode RUIZ: L'originale, version originale de la méthode Ruiz, écrite par G.Ruiz et publiée à titre posthume par son fils Franck en mai 2020[13].